# Nelson Mandela
Vous lisez un « bon article » labellisé en 2011.
« Mandela » redirige ici. Pour les autres significations, voir Mandela (homonymie).
Nelson Rolihlahla Mandela (prononcé en xhosa [ xoˈliːɬaɬa manˈdeːla]), dont le nom du clan tribal est « Madiba », né le 18 juillet 1918 à Mvezo (province du Cap) et mort le 5 décembre 2013 à Johannesburg (Gauteng), est un homme d'État sud-africain. Il a été l'un des dirigeants historiques de la lutte contre le système politique institutionnel de ségrégation raciale (apartheid) avant de devenir président de la République d'Afrique du Sud de 1994 à 1999, à la suite des premières élections nationales non ségrégationnistes de l'histoire du pays.
Nelson Mandela entre au Congrès national africain (ANC) en 1943, afin de lutter contre la domination politique, économique et sociale de la minorité blanche et la ségrégation raciale imposée par celle-ci. Devenu avocat, il participe à la lutte non violente contre les lois de l'apartheid, mises en place par le gouvernement du Parti national à partir de 1948. L'ANC est interdit en 1960 et, comme la lutte pacifique ne donne pas de résultats tangibles, Mandela fonde et dirige la branche militaire de l'ANC, Umkhonto we Sizwe, en 1961, qui mène une campagne de sabotage contre des installations publiques et militaires. Le 5 août 1962, il est arrêté par la police sud-africaine sur indication de la CIA, puis est condamné à la prison et aux travaux forcés à perpétuité lors du procès de Rivonia. Dès lors, il devient un symbole de la lutte pour l'égalité raciale et bénéficie d'un soutien international croissant.
Après vingt-sept années d'emprisonnement dans des conditions souvent difficiles et après avoir refusé d'être libéré pour rester en cohérence avec ses convictions, Mandela est relâché le 11 février 1990. S'inspirant alors de la pensée ubuntu dans laquelle il a été élevé, il soutient la réconciliation et la négociation avec le gouvernement du président Frederik de Klerk. En 1993, il reçoit avec ce dernier le prix Nobel de la paix pour avoir conjointement et pacifiquement mis fin au régime de l'apartheid et jeté les bases d'une nouvelle Afrique du Sud démocratique.
Après une transition difficile où Frederik De Klerk et lui évitent une guerre civile entre les partisans de l'apartheid, ceux de l'ANC et ceux de l'Inkhata à dominante zoulou, Nelson Mandela devient le premier président noir d'Afrique du Sud en 1994. Il mène une politique de réconciliation nationale entre Noirs et Blancs ; il lutte contre les inégalités économiques, mais néglige le combat contre le sida, en pleine expansion en Afrique du Sud. Après un unique mandat, il se retire de la vie politique active, mais continue à soutenir publiquement le Congrès national africain tout en condamnant ses dérives.
Impliqué par la suite dans plusieurs associations de lutte contre la pauvreté ou contre le sida, il demeure une personnalité mondialement reconnue en faveur de la défense des droits de l'Homme. Il est salué comme le père d'une Afrique du Sud multiethnique et pleinement démocratique, qualifiée de « nation arc-en-ciel », même si le pays souffre d'inégalités économiques, de tensions sociales et de replis communautaires.

## Biographie

### Famille et études
Nelson Rolihlala Mandela est né le 18 juillet 1918 dans le village de Mvezo, au bord de la rivière Mbashe à une cinquantaine de kilomètres de la ville de Mthatha, capitale du Transkei, dans la province de l'actuel Cap-Oriental en Afrique du Sud. Son prénom, Rolihlahla, signifie « enlever une branche d'un arbre » ou, plus familièrement, « fauteur de troubles »,.
Il est issu d'une famille royale Thembu de l'ethnie Xhosa qui règne sur une partie du Transkei. En effet, son arrière-grand-père paternel est Inkosi Enkhulu, c'est-à-dire roi du peuple thembu. Le grand-père de Rolihlahla est l'un des fils de ce roi. Non éligible à la succession du trône, il porte le nom de Mandela qui deviendra le nom de la famille.
Le père de Rolihlahla, Gadla Henry Mphakanyiswa, est chef du village de Mvezo. Cependant, il s'aliène les autorités coloniales qui le déchoient de sa fonction et exilent sa famille dans le village de Qunu. Malgré cela, Mphakanyiswa reste un membre du conseil privé du roi et joue un rôle capital dans l'ascension du nouveau régent Jongintaba Dalindyebo au trône thembu. Dalindyebo se souviendra de son aide en adoptant Nelson Mandela de manière informelle à la mort de son père. Le père de Mandela a quatre femmes qui lui donnent treize enfants. Rolihlahla Mandela est né de sa troisième femme (troisième d'après un système de classement royal complexe), Nosekeni Fanny du clan Mpemvu Xhosa. Des études génétiques ont révélé que sa mère est d'origine San comme nombre de Xhosas, comme le soulignait le généticien Luca Cavalli-Sforza en expliquant la forme et la couleur du visage de Mandela. C'est sur les terres de ce clan qu'il passe la plus grande partie de son enfance.
Rolihlahla Mandela devient le premier membre de sa famille à fréquenter une école et son institutrice, selon une pratique courante à cette époque, lui donne le prénom de Nelson. Nelson Mandela dira : « Le premier jour d'école, mon institutrice, Miss Mdingane, nous a donné à chacun un nom anglais. C'était une coutume chez les Africains à cette époque et elle était sans doute due au penchant anglais de notre éducation. Ce jour-là, Miss Mdingane me dit que mon nom était Nelson. Pourquoi elle m'a donné ce prénom en particulier ? je n'en ai aucune idée. » L'enseignement dispensé dans cette école méthodiste lui permet de recevoir une éducation à la fois africaine traditionnelle et européenne.

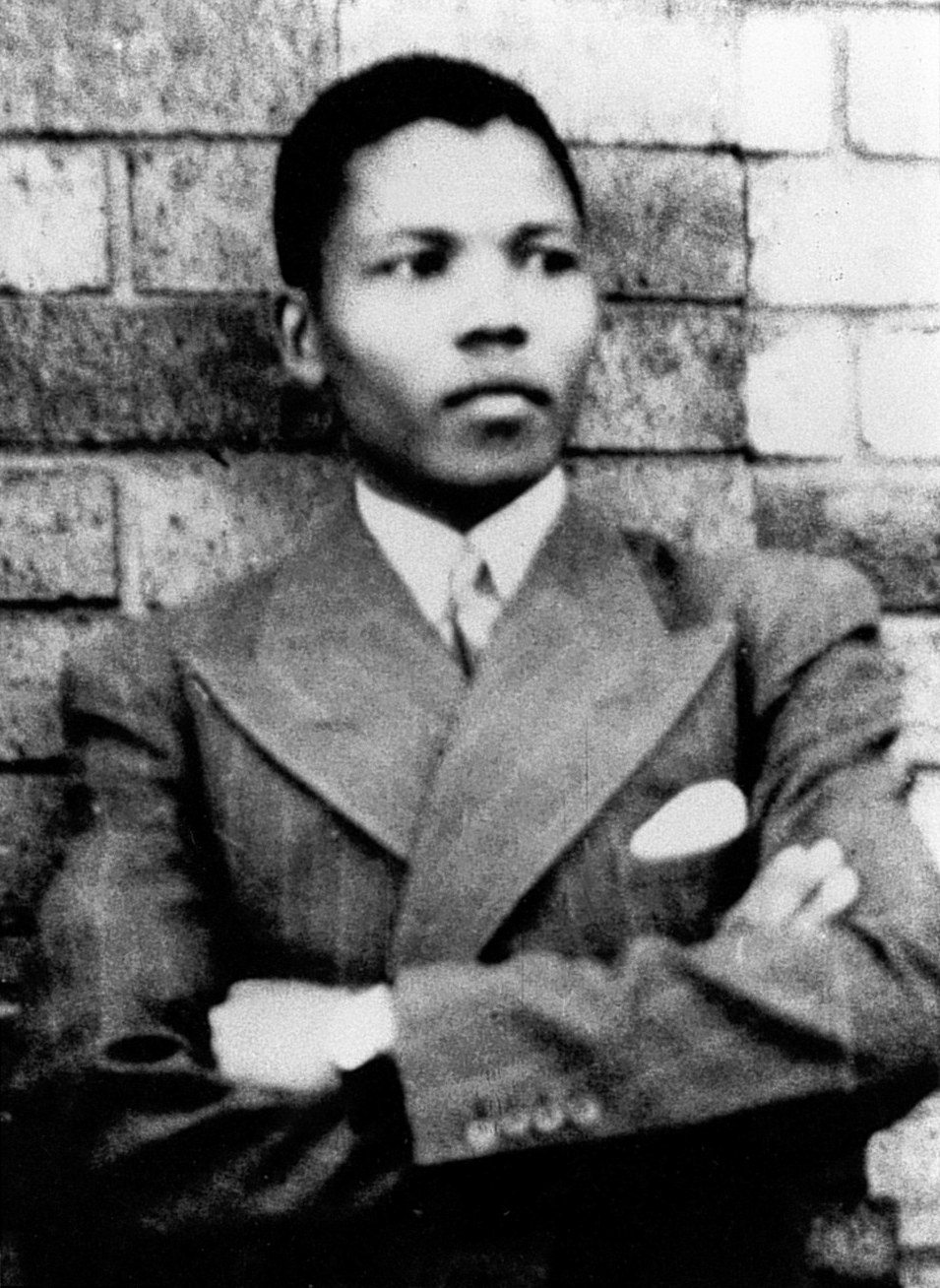
Nelson Mandela dans son premier costume offert par le régent, 1937.

Son père meurt de la tuberculose alors qu'il n'a que 9 ans : son oncle, le régent Jongintaba, devient alors son tuteur. Sa nouvelle école est celle d'une mission méthodiste située à côté du palais du régent. Lorsqu'il atteint l'âge de 16 ans, il subit l'initiation suivant la coutume thembu. Il s'inscrit ensuite au Clarkebury Boarding Institute, où il obtient son Junior Certificate en deux ans au lieu des trois ans habituels. Désigné à 19 ans pour hériter de la fonction de conseiller de son père, Mandela poursuit ses études à l'école méthodiste d'Healdtown à Fort Beaufort, fréquentée par la plupart des membres de la famille royale.

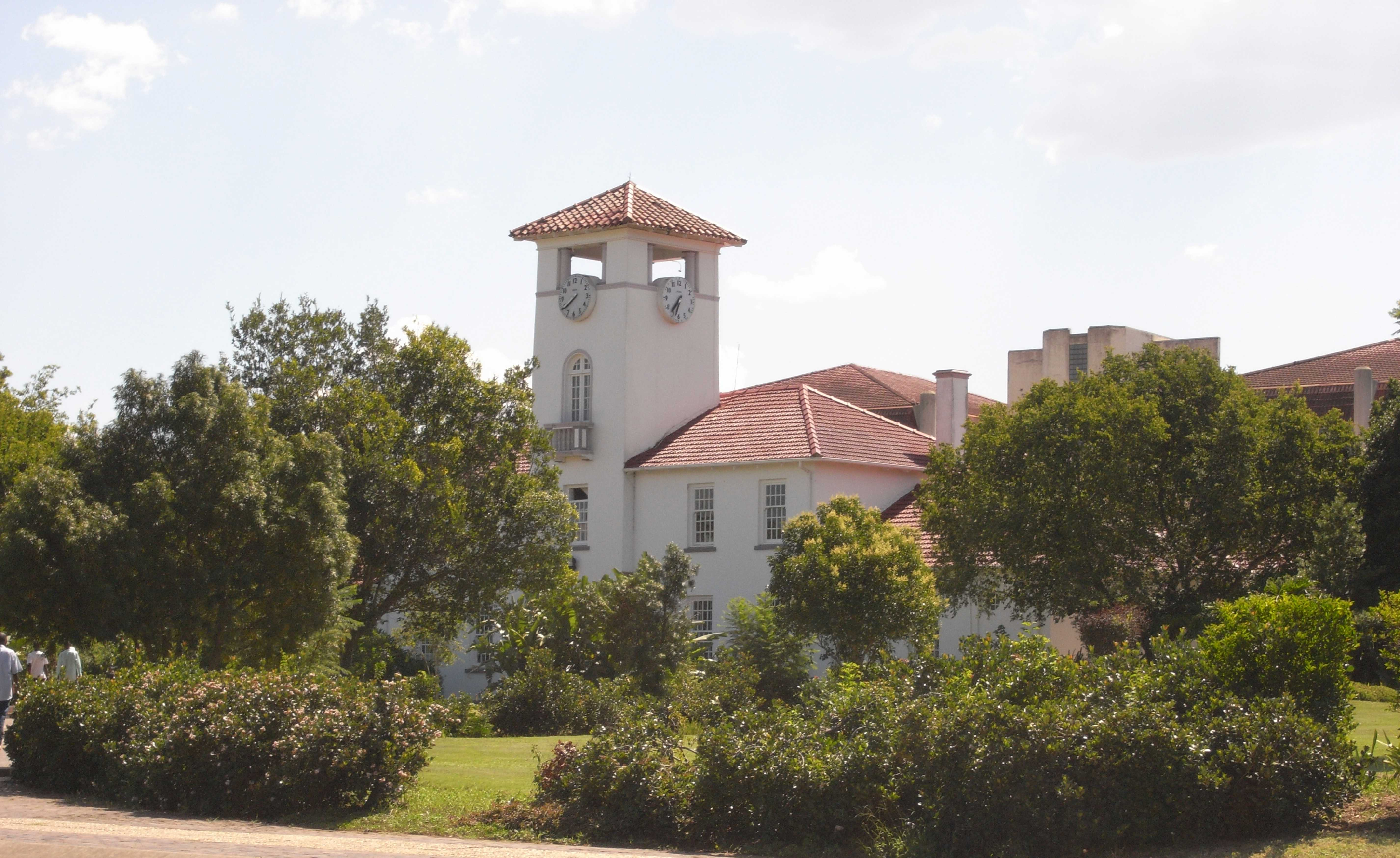
Ancien bâtiment de l'université de Fort Hare.

Diplômé, il rejoint l'université de Fort Hare, la seule université acceptant les Noirs pour y entamer des études en droit. Il y rencontre Oliver Tambo qui devient son ami et collègue. Il y découvre le nationalisme afrikaner, certains disent qu'il n'est pas convaincu par le marxisme diffusé par le Parti communiste sud-africain (SACP), mais il y adhère et sera même membre du comité central du parti,. Il rappelle au 9e congrès du parti communiste d'Afrique du Sud en 1992 les liens qui unissent l'ANC et le SACP. Il niera cependant son ancienne appartenance au SACP durant toute sa vie afin de ménager ses relations internationales. Il adhère également à la doctrine de non-violence prônée par Gandhi. Celle-ci sera mise en œuvre par ce dernier en Afrique du Sud et constitue une inspiration importante non seulement pour Nelson Mandela, mais également pour des générations de militants antiapartheid qui y voient une méthode pour lutter contre l'oppression et le colonialisme,.
L'activité physique est importante pour lui. Il pratique, entre autres, la boxe et la course à pied, même si son niveau ne lui permet pas de participer à des compétitions. Dans son autobiographie, publiée bien plus tard, en 1994, il confie à propos de la boxe : « Je n’ai jamais été un boxeur exceptionnel [...] J’étais dans la division des poids lourds, et je n’avais pas assez de puissance pour compenser mon manque de vitesse, ni assez de vitesse pour compenser mon manque de puissance. » Mais la rigueur de l'entrainement, les exigences d'une pratique sportive, et ses apports le satisfont : « Je passais ma colère et ma frustration sur un punching-ball plutôt que de m’en prendre à un camarade ou même à un policier. ». Dans son enfance, Nelson Mandela pratique la lutte Nguni.
Intéressé par le débat politique concernant le soutien ou la neutralité de l'Afrique du Sud dans le cadre du conflit imminent entre le Royaume-Uni et l'Allemagne nazie, il est partisan du Royaume-Uni et acclame le vice-premier ministre Jan Smuts, principal soutien politique aux Britanniques, lors de sa venue à Fort Hare pour la cérémonie de remise des diplômes. C'est en discutant avec des camarades hostiles à Smuts et aux Sud-Africains blancs qu'il découvre l'existence de l'ANC. Au cours de sa deuxième année, il est désigné, malgré lui, pour occuper l'un des six sièges du conseil représentatif des étudiants (CRE) en dépit du boycottage des élections, auxquelles il participe ; ce conseil est organisé afin d'obtenir l'amélioration de la nourriture et une augmentation des pouvoirs du CRE. Mandela démissionne avec ses cinq camarades, mais est encore une fois réélu « malgré lui » avec ces cinq mêmes camarades. Il est le seul cette fois à de nouveau présenter sa démission. Après une discussion avec le principal de l'université de Fort Hare, il est renvoyé de l'université tout en gardant la possibilité de revenir s'il accepte de siéger au CRE, ce qu'il ne fait pas.
Peu après ce départ de Fort Hare, le régent annonce à Mandela et Justice, son fils et héritier au trône, qu'il a organisé un mariage arrangé pour chacun d'eux. Les deux jeunes hommes, mécontents de cet arrangement, choisissent de s'enfuir à Johannesburg. Nelson Mandela explique sa décision par le fait que ses idées sont alors plus avancées sur le plan social que politique et qu'il était alors prêt, non à se révolter contre les Blancs, mais plutôt contre le système social de son propre peuple et ses coutumes traditionnelles. À son arrivée dans la capitale économique du Transvaal, Nelson Mandela trouve un emploi de garde dans une mine, mais son employeur annule rapidement le contrat quand il s'aperçoit que Mandela est le fils adoptif en fuite du régent. Nelson Mandela travaille ensuite comme employé dans un cabinet d'avocat grâce à ses relations avec son ami et mentor Walter Sisulu. Tout en travaillant, Nelson Mandela termine par correspondance sa licence à l'université d'Afrique du Sud, puis commence des études de droit à l'université du Witwatersrand où il rencontre de nombreux futurs militants antiapartheid.

### Lutte contre l'apartheid

#### Résistance non violente

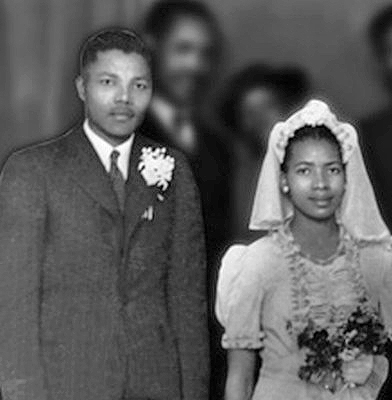
Mariage de Nelson Mandela et Evelyn Ntoko Mase.

C'est en 1943 que Nelson Mandela rejoint le Congrès national africain,. L'ANC connaît alors une nouvelle vigueur sous la direction d'Alfred Xuma. C'est la même année que Mandela se marie avec Evelyn Ntoko Mase (1922-2004). En 1945, Xuma introduit pour la première fois l'exigence du suffrage universel non racial (one man one vote) dans les revendications du mouvement, évolution majeure dans la mesure où la revendication communautaire du parti passe de la simple lutte contre les discriminations raciales à une lutte plus large pour le pouvoir politique. Il doit tenir compte de l'influence croissante de la toute jeune et radicale Ligue de jeunesse de l'ANC menée par Anton Lembede, Walter Sisulu et Oliver Tambo, à laquelle adhère Mandela, et qui incite aux actions de masse afin de lutter contre la domination politique de la minorité blanche et contre la ségrégation raciale, dont les dispositifs légaux sont alors en cours d'uniformisation sur l'ensemble des quatre provinces sud-africaines.
Depuis la fondation de l'Union d'Afrique du Sud en 1910, le pays connaît une inflation de législations ségrégationnistes ou discriminantes. De 1913 à 1942, une succession de lois interdit aux Noirs d’être propriétaires de terres en dehors des « réserves » indigènes existantes qui représentent 7 % de la superficie totale de l’Union sud-africaine ce qui provoque l’expropriation de nombreux paysans indépendants noirs et la constitution d’un prolétariat agricole, puis introduit la ségrégation résidentielle permettant aux municipalités de créer des quartiers réservés aux Noirs et de limiter leur urbanisation et ensuite supprime les Noirs des listes électorales communes de la province du Cap,. Une loi agrandit ensuite les réserves indigènes existantes de 7 à 13 % de la surface du pays, ôtant dans le même temps aux résidents noirs du Cap le droit d'acheter de la terre en dehors des réserves. En 1942, à la suite de plusieurs discours hostiles à l'engagement dans le second conflit mondial et officiellement dans une perspective de « prévention des troubles », les grèves des travailleurs noirs sont déclarées illégales au titre de l'effort de guerre.

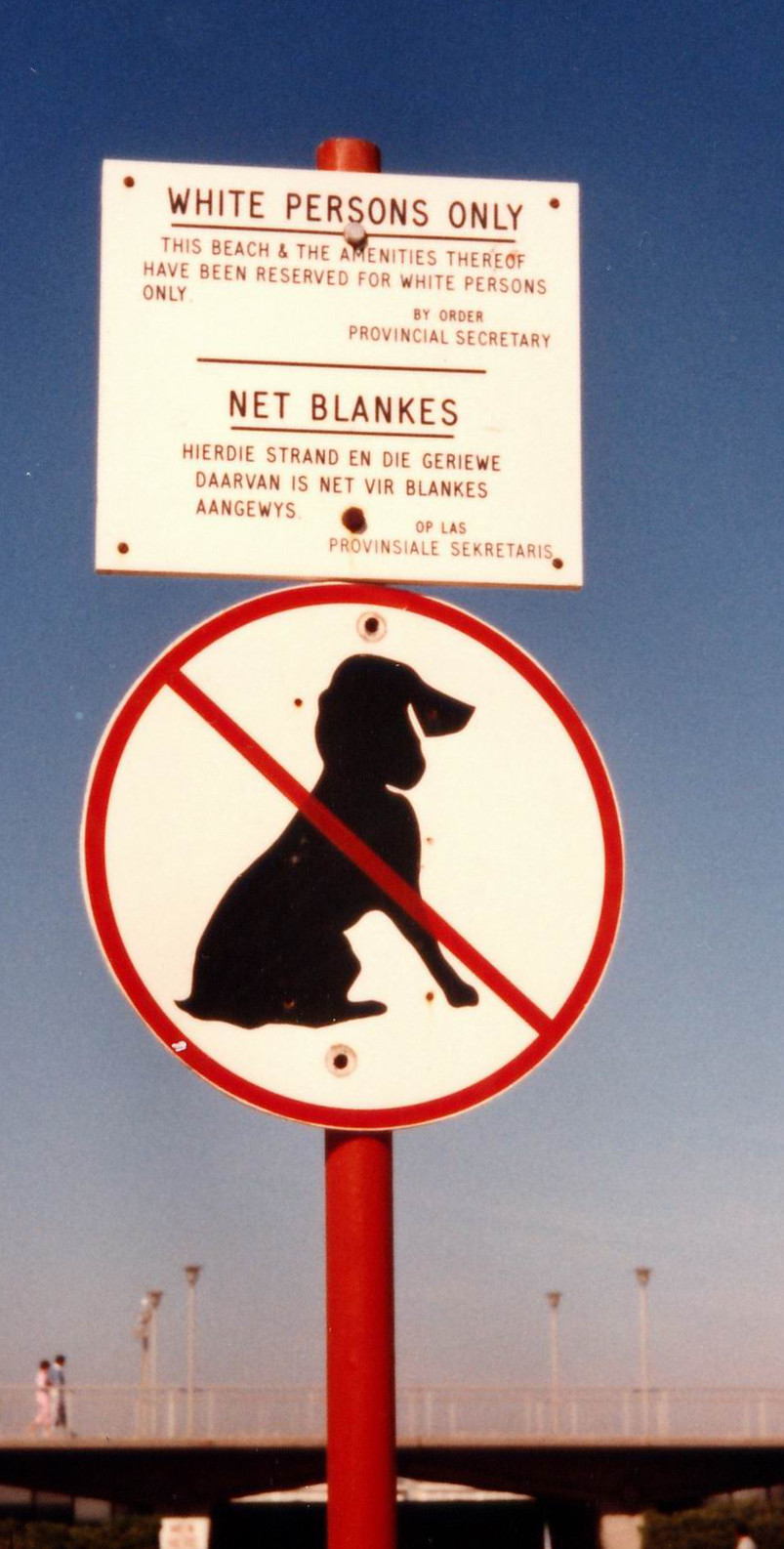
Apartheid et ségrégation raciale : panneau interdisant l'accès d'une plage de Muizenberg (province du Cap) aux Noirs et aux chiens (1985).

Aux élections générales de 1948, la victoire inattendue du Parti national, parti alors exclusivement afrikaner, entraine la mise en place d'une nouvelle politique de ségrégation connue sous le nom d'apartheid. Dans ce système, le rattachement territorial puis la nationalité et le statut social dépendent du statut racial de l'individu, défavorisant largement la population noire et interdisant les mariages mixtes. De son côté, la ligue de jeunesse de l'ANC se montre déterminée. En interne, elle parvient à faire écarter Alfred Xuma, jugé trop modéré, pour imposer James Moroka et préparer une grande campagne de défiance.
En 1951, Olivier Tambo et Nelson Mandela sont les deux premiers avocats noirs de Johannesburg. En 1952, Nelson Mandela est élu président de l’ANC du Transvaal et vice-président national. Il mène avec l'ANC la campagne de désobéissance civile (Defiance Campaign) contre les lois considérées comme injustes, campagne qui culmine dans une manifestation le 6 avril 1952, date du trois-centième anniversaire de la fondation du Cap et de la première installation de Blancs en Afrique du Sud. Sur les dix mille manifestants, huit mille cinq cents sont arrêtés, y compris Nelson Mandela. La campagne continue en octobre avec des manifestations contre les lois de ségrégation et contre le port obligatoire de laissez-passer pour les Noirs. Le gouvernement Malan modifie alors la loi sur la sécurité publique (Public Safety Act de 1953 (en)) pour autoriser le pouvoir à suspendre les libertés individuelles, à proclamer l'état d'urgence et à gouverner par décrets. Mandela est condamné à neuf mois de prison avec sursis, se voit interdire toute réunion et est placé en résidence surveillée chez lui à Johannesburg ; il utilise cette situation pour organiser l’ANC en cellules clandestines. Cette campagne de résistance passive, qui prend fin en avril 1953, permet à l'ANC de gagner en crédibilité, passant de sept mille à dix mille adhérents. Son option non raciale lui permet de s'ouvrir aux Indiens et aux communistes blancs, mais les métis restent plus circonspects. Quand James Moroka tente de plaider la conciliation avec le gouvernement, il est renversé par la ligue des jeunes du parti qui impose alors Albert Lutuli à la tête de l'ANC.
En 1955 a lieu le congrès du peuple, qui adopte la « Charte de la liberté » qui donne les bases du mouvement antiapartheid,. Pendant cette période, Nelson Mandela et son ami Oliver Tambo dirigent le cabinet d'avocats Mandela & Tambo qui fournit un conseil juridique gratuit ou à bas coût pour les nombreux Noirs qui ne peuvent payer les frais d'avocats.
Nelson Mandela assouplit son fort anticommunisme chrétien pour demander l’union entre les nationalistes noirs et les Blancs du Parti communiste sud-africain dans le combat contre l'apartheid. Le Suppression Communist Act du gouvernement, qui considère comme communiste quiconque « cherche à provoquer un changement politique, industriel, économique ou social par des moyens illégaux », alors qu'il n'existe aucune possibilité pour les Noirs, hormis le système judiciaire, de lutter contre l'apartheid, contraint tous les courants allant du nationalisme au révolutionnaire à s'unir. Pour ce qui est du pouvoir législatif, seuls le Parti uni représentant l'opposition blanche et les métis et le parti libéral de Margareth Ballinger essaient de lutter contre l'apartheid,,. Alors qu'ils sont engagés dans une résistance pacifique, Nelson Mandela et cent cinquante-six autres personnes sont arrêtés le 5 décembre 1956 et accusés de trahison. Un procès marathon qui dure de 1957 à 1961 s'ensuit, où tous les prévenus, aidés notamment par des fonds internationaux, exploitent toutes les imprécisions de la législation et sont finalement progressivement relâchés puis finalement acquittés par la justice sud-africaine.
En 1957, Nelson Mandela divorce puis épouse en 1958 Winnie Madikizela-Mandela.
De 1952 à 1959, des militants noirs d'un type nouveau, connus sous le nom d'« africanistes », troublent les activités de l'ANC dans les townships, demandant une action plus drastique contre la politique du gouvernement. La direction de l'ANC, qui comprend Albert Lutuli, Oliver Tambo et Walter Sisulu, pense que non seulement les africanistes veulent aller trop vite, mais aussi qu'ils remettent en question leur autorité. L'ANC renforce donc sa position en faisant des alliances avec des petits partis politiques blancs, coloureds et indiens dans une tentative d'apparaître plus rassembleur que les africanistes. En 1959, l'ANC perd son plus grand soutien militant quand la plupart des africanistes, qui ont l'aide financière du Ghana et le soutien politique des Basothos, font sécession pour former le Congrès panafricain (PAC) sous la direction de Robert Sobukwe.

#### Campagne de sabotage et préparation à la lutte armée
Le 21 mars 1960 a lieu le massacre de Sharpeville, un township de Vereeniging, dans le sud du Transvaal. Lors d'une manifestation du Congrès panafricain contre l'extension aux femmes du passeport intérieur, que les hommes noirs sont obligés de porter constamment sur eux sous peine d'être arrêtés ou déportés, une soixantaine de policiers, sur un effectif total de trois cents hommes retranchés dans un local de la police et appuyés par des véhicules blindés, tirent sans sommation sur une foule d'environ cinq mille personnes dont seules trois cents sont encore à proximité des policiers, le reste de la foule ayant commencé à se disperser,. Il y a soixante-neuf morts, dont huit femmes et dix enfants, ainsi que cent quatre-vingts blessés, dont trente-et-une femmes et dix-neuf enfants. La majorité des blessures par balles sont faites dans le dos sur une foule en fuite et non armée,. Selon les policiers, les tirs ont été dus à la panique et à l'inexpérience à la suite de jets de pierre, mais la Commission de vérité et de réconciliation, mise en place par Mandela en 1995 après la fin de l'apartheid, a conclu que les tirs étaient délibérés,,. Le gouvernement déclare l'état d'urgence face aux manifestations qui s'ensuivent et interdit l'ANC et le PAC, dont les dirigeants sont emprisonnés ou assignés à résidence. Le Conseil de sécurité des Nations unies vote le 1er avril la résolution 134, qui condamne le massacre et invite le gouvernement sud-africain « à abandonner ses politiques d'apartheid et de ségrégation raciale ». Albert Lutuli, le président de l'ANC, obtient le prix Nobel de la paix la même année.

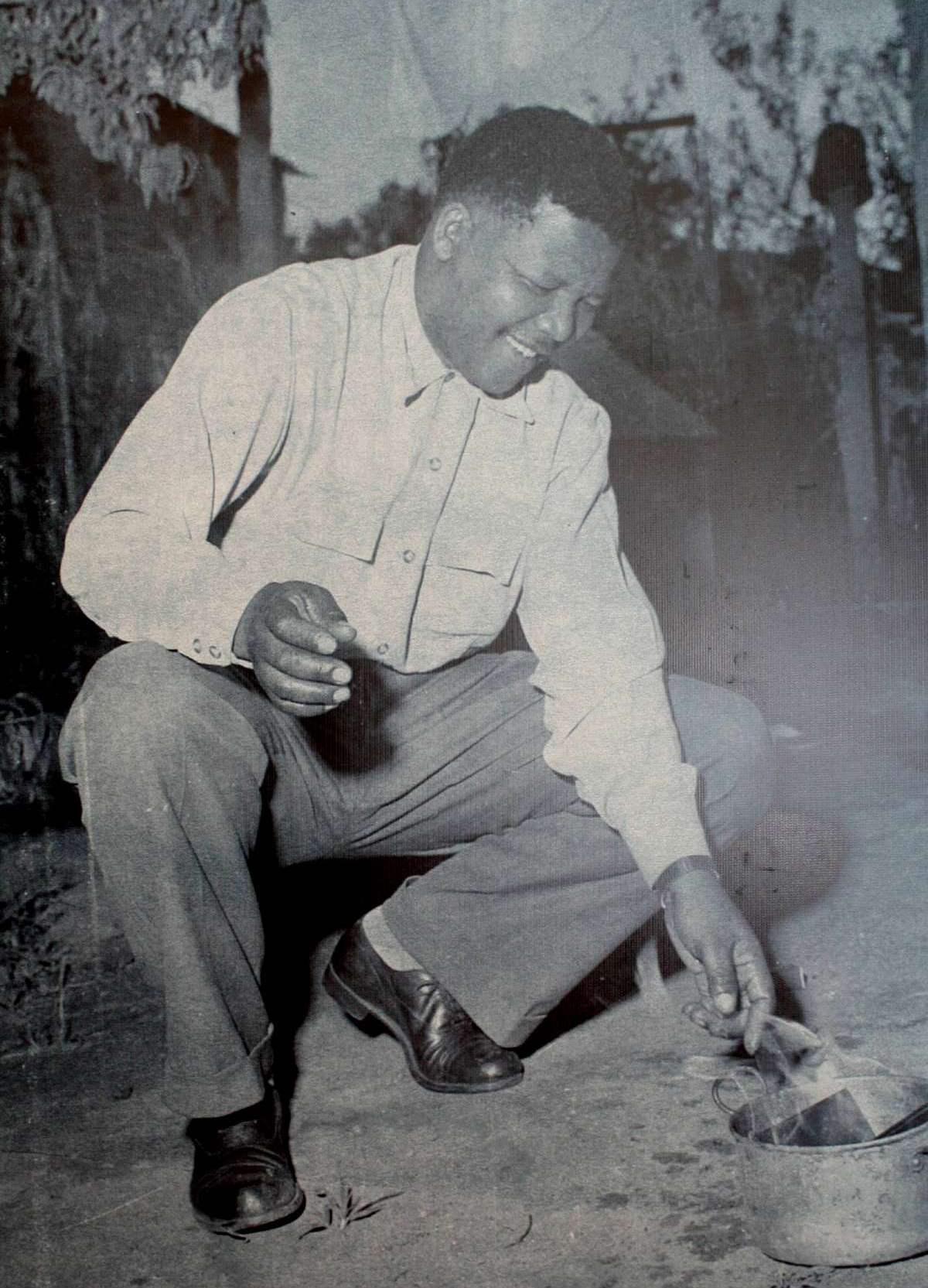
Nelson Mandela brûle son passeport intérieur, rendu obligatoire pour les hommes noirs par le régime politique de l'apartheid (1960).

La stratégie non violente de l'ANC est alors abandonnée par Nelson Mandela, qui fonde en 1961 Umkhonto we Sizwe (MK), branche militaire prônant l'action armée. En mai 1961, il lance avec succès une grève générale où les grévistes restent à leur domicile, obligeant le gouvernement à faire intervenir la police et l'armée. Il écrit et signe un plan de passage graduel à la lutte armée. Il coordonne des campagnes de sabotage contre des cibles symboliques, préparant des plans pour une possible guérilla si les sabotages ne suffisaient pas à mettre fin à l'apartheid. Nelson Mandela décrit le passage à la lutte armée comme un dernier recours ; l'augmentation de la répression, les violences policières et de l'État, le convainquent que des années de lutte non violente contre l'apartheid n'ont apporté aucune avancée,.
Nelson Mandela favorise le sabotage, qui « n’entraîne aucune perte en vie humaine et ménage les meilleures chances aux relations interraciales », avant de s'engager dans « la guérilla, le terrorisme et la révolution ouverte ». Un membre de l'ANC, Wolfie Kadesh, explique la campagne de sabotage à la bombe menée par Mandela : « […] faire exploser des lieux symboliques de l'apartheid, comme des bureaux du passeport interne, la cour de justice pour natifs, et des choses comme ça… Des bureaux de poste et… des bureaux du gouvernement. Mais nous devions le faire d'une façon telle que personne ne fût ni blessé ni tué. » Mandela dira de Kadesh : « Sa connaissance de la guerre et son expérience de première main du combat m'ont été extrêmement précieuses. » Entre 1961 et 1963, quelque 190 attaques armées sont répertoriées, principalement à Johannesburg, à Durban et au Cap.
En 1962, il quitte l'Afrique du Sud pour la première fois avec le soutien du président tanzanien Julius Nyerere. Il entreprend une tournée continentale pour établir des contacts extérieurs et obtenir le soutien des gouvernements africains dans la lutte armée contre Pretoria. Outre la Tanzanie, il voyage au Ghana et au Nigeria, où fonctionnaient déjà d'importantes sections de l'ANC. Il rencontre le dirigeant nationaliste zambien Kenneth Kaunda, puis, admirateur de Nasser, se rend en Égypte pour s’imprégner des réformes en cours. Au Maroc et en Tunisie, il rencontre de nombreux combattants anti-colonialistes de tout le continent, et part visiter une unité sur le front algérien, estimant que la situation algérienne est celle qui se rapproche le plus de celle de son pays. Enfin, il effectue une série de voyages en Guinée, au Sénégal, au Liberia, au Mali et au Sierra Leone pour procurer des armes à l'ANC.
Mandela organise l'entrainement paramilitaire du groupe. Il insiste également sur la formation politique des nouvelles recrues, expliquant que « la révolution ne consiste pas seulement à appuyer sur la détente d'un fusil ; son but est de créer une société honnête et juste ». Il suit une formation militaire en Algérie nouvellement indépendante depuis 1962 et étudie Carl von Clausewitz, Mao Zedong, Che Guevara et les spécialistes de la seconde guerre des Boers. En raison de cet engagement militaire et de la qualification de l'ANC comme « organisation terroriste », Nelson Mandela ainsi que plusieurs autres responsables politiques de l'ANC ne pourront entrer aux États-Unis sans visas spéciaux jusqu'au 1er juillet 2008,. C'est en effet depuis la présidence de Ronald Reagan en 1986, pendant la guerre froide, que les responsables politiques de l'ANC sont inscrits sur la liste noire américaine du terrorisme (Terrorist Screening Database), George W. Bush ayant officiellement rayé les membres de l'ANC de cette base de données en juillet 2008,,.
Le gouvernement du Royaume-Uni suit la même ligne que les États-Unis à l'égard de l'ANC et de Nelson Mandela. Le Premier ministre, Margaret Thatcher, déclare à propos d'un concert en 1987 : « The ANC is a typical terrorist organisation … Anyone who thinks it is going to run the government in South Africa is living in cloud-cuckoo land'. » (« L'ANC est une organisation terroriste typique … Quiconque pense qu'elle va gouverner en Afrique du Sud n'a pas les pieds sur terre. »). Les déclarations de certains membres du Parlement, appartenant eux aussi au Parti conservateur, vont également dans ce sens ; ainsi Terry Dicks (en) : « How much longer will the Prime Minister allow herself to be kicked in the face by this black terrorist ? » (« Combien de temps encore le Premier ministre laissera-t-il un terroriste noir lui cracher au visage ? ») ou encore, dans les années 1980, Teddy Taylor : « Nelson Mandela should be shot ! » (« Nelson Mandela devrait être descendu ! »).

### Arrestation et procès de Rivonia

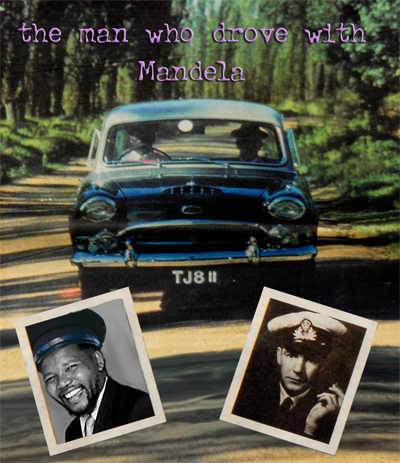
Affiche du documentaire The man who drove with Mandela qui traite de l'arrestation de Nelson Mandela déguisé en chauffeur de voiture et de l'homme qu'il conduisait qui lui servait de couverture, le communiste et militant homosexuel blanc Cecil Williams.

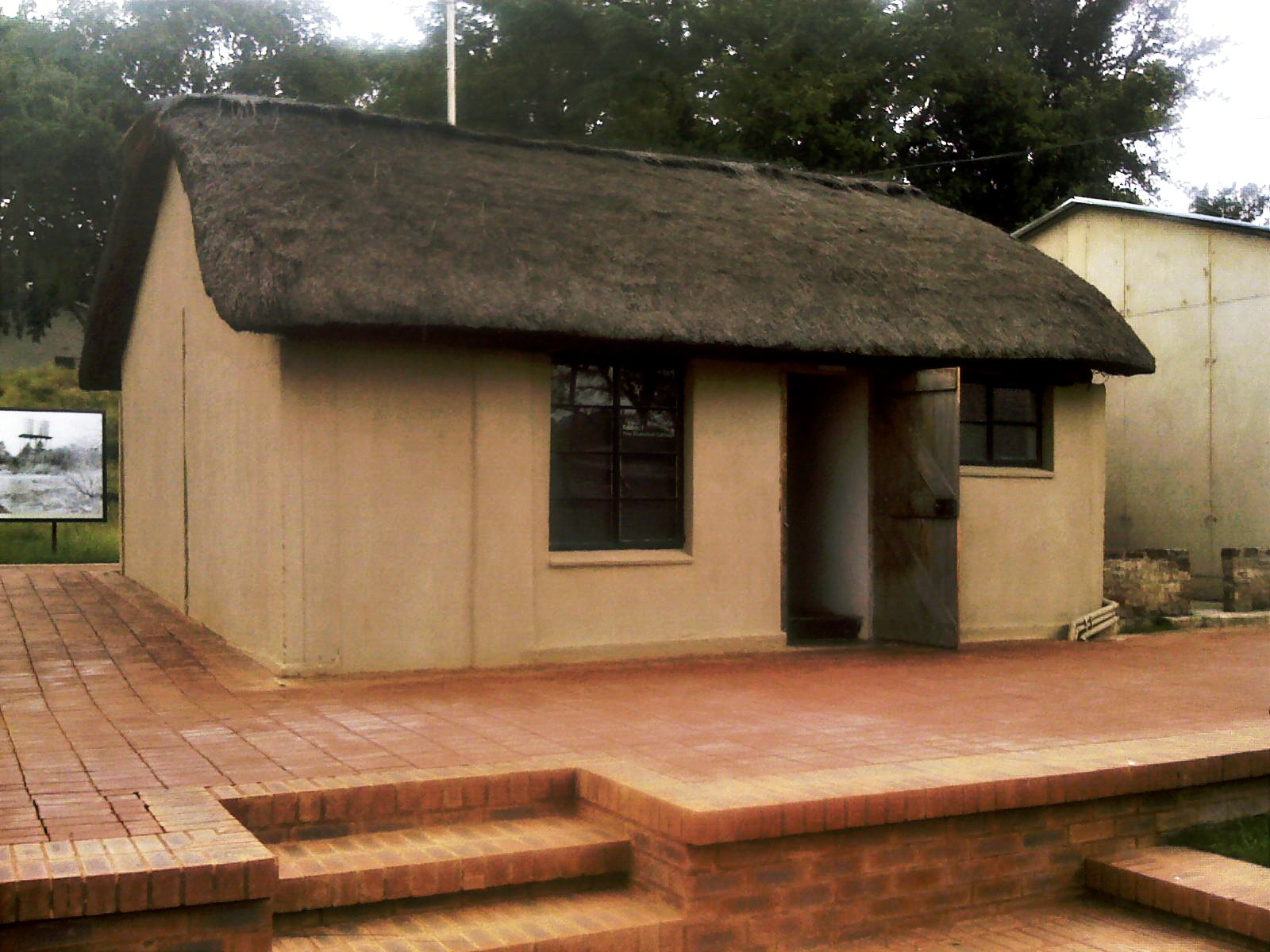
Hutte à Rivonia où ont été arrêtés les dirigeants de l'ANC en 1963.

Le 5 août 1962, Nelson Mandela est arrêté après dix-sept mois de clandestinité et est emprisonné au fort de Johannesburg. Son arrestation a été rendue possible par des informations communiquées par la Central Intelligence Agency (CIA), à ses homologues sud-africains, sur la cachette et le déguisement de Mandela en chauffeur de voiture,,, en échange de la libération de l'un de ses agents infiltrés, alors détenu par la police sud-africaine. Mandela est en effet considéré par ces organisations comme terroriste et communiste dans le contexte de guerre froide, où « l’idéologie de l’apartheid s’affichait comme ligne de défense de l’Occident » très dépendant des minéraux et métaux (or, platine, chrome, manganèse, uranium, antimoine, diamant…) dont l'Afrique du Sud, « gardienne de la route maritime du Cap » est l'un des principaux producteurs mondiaux du monde libre,.
Trois jours après son arrestation, Nelson Mandela est accusé officiellement d'avoir organisé une grève en 1961 et d'avoir quitté le pays illégalement. Le 25 octobre, il est condamné à cinq ans de prison. Alors qu'il purge sa peine, la police arrête plusieurs dirigeants de l'ANC à Rivonia, au nord de Johannesburg, où est situé le quartier général de la direction d’Umkhonto we Sizwe, le 11 juillet 1963. Parmi les onze personnes arrêtées figurent Walter Sisulu et Govan Mbeki. Nelson Mandela est lui aussi mis en cause et, avec ses compagnons, il est accusé par le ministère public de quatre sabotages, de trahison, de liens avec le Parti communiste sud-africain, mais aussi de comploter une invasion du pays par l'étranger, ce que Mandela dément,.
Le « procès de Rivonia » débute le 9 octobre 1963 devant la haute cour de Pretoria présidée par Quartus de Wet, un juge afrikaner nommé sous le gouvernement Smuts (Parti uni) et à ce titre considéré par Mandela et les siens comme indépendant du gouvernement Verwoerd. Durant le procès, à l'aide des documents saisis à Rivonia, le procureur détaille les commandes d'armes, les liens entre l'ANC et le Parti communiste et les plans destinés à renverser le gouvernement.
Dans sa déclaration pour sa défense le 20 avril 1964, devant la Cour suprême de l’Afrique du Sud à Pretoria, Nelson Mandela expose le raisonnement qui l'a fait recourir à la violence comme tactique. Il révèle comment l'ANC a utilisé des méthodes pacifiques pour résister à l'apartheid pendant des années, jusqu'au massacre de Sharpeville, la déclaration d'état d'urgence et l'interdiction de l'ANC par le gouvernement, qui leur a montré que leur seul choix était de résister à travers des actes de sabotage. Agir autrement aurait été pour eux pareil à une capitulation sans condition. Nelson Mandela explique comment ils ont écrit le manifeste du Umkhonto we Sizwe avec l'intention de démontrer l'échec des politiques du Parti national quand l'économie serait menacée par le manque de volonté des étrangers à risquer des investissements dans le pays. Il finit sa déclaration, reproduite intégralement dans le Rand Daily Mail, le grand quotidien progressiste anglophone de Johannesburg, par ces mots :

« Toute ma vie je me suis consacré à la lutte pour le peuple africain. J'ai combattu contre la domination blanche et j'ai combattu contre la domination noire. J'ai chéri l'idéal d'une société libre et démocratique dans laquelle toutes les personnes vivraient ensemble en harmonie et avec les mêmes opportunités. C'est un idéal pour lequel j'espère vivre et agir. Mais, si besoin est, c'est un idéal pour lequel je suis prêt à mourir. »

Les accusés sont jugés coupables de sédition le 11 juin 1964 et condamnés à la détention à perpétuité le 12 juin, à l'exception de Lionel Bernstein qui est acquitté. Si Mandela et la majorité de ses compagnons sont reconnus coupables des quatre chefs d'accusation, ils échappent à la peine de mort dont ils étaient passibles, parce que le juge n'estime pas prouvée l'intervention étrangère invoquée par le ministère public. Selon des sources de l'ANC, d'historiens, de journalistes ou de juristes, la pression internationale a également influencé le verdict,,,, ce que pense également Oliver Tambo à Londres, mais ce que ne relèvent pas d'autres historiens traitant du procès de Rivonia,,.
Pour Nelson Mandela, si le ministre de la Justice John Vorster souhaitait bien qu'il soit condamné à mort, le juge avait pour sa part peut-être été influencé par les protestations internationales comme celles du syndicat des dockers, qui avait menacé de ne plus charger les marchandises pour l'Afrique du Sud, ou par les protestations d'une cinquantaine de membres du congrès américain et du Parlement britannique. Le fait qu'aucune action de guérilla n'avait débuté et que l'ANC et MK avaient été considérées comme des entités séparées par le juge, auraient été aussi, selon l'analyse de Mandela, une raison de la « clémence » relative du verdict. Le Premier ministre Hendrik Verwoerd déclara devant le Parlement sud-africain qu'aucune protestation de quelque origine qu'elle fût n'avait influencé le jugement, et encore moins la lettre et les télégrammes que lui-même avait reçus de Léonid Brejnev et des pays socialistes, lesquels avaient, selon sa déclaration, fini à la poubelle. Juste avant le verdict, Alan Paton, chef du Parti libéral avait déposé auprès du juge de Wet une requête d'indulgence.
Le Conseil de sécurité des Nations unies condamne le procès de Rivonia et commence à s'engager vers la recommandation de sanctions internationales contre l'Afrique du Sud. La résolution 181 d'août 1963 du Conseil de sécurité de l'ONU condamnait l'apartheid et demandait à tous les États d'arrêter volontairement leurs ventes d'armes à l'Afrique du Sud, mais cette demande n'est jamais contraignante avant la résolution 418 du 4 novembre 1977 imposant un embargo sur les ventes d'armes.
Une pétition internationale recueillit les signatures de 143 personnalités appelant la communauté internationale à dénoncer non seulement les arrestations, mais les législations de l'apartheid.
En 1964, la résistance se retrouve décapitée. Les attaques armées de MK en territoire sud-africain cessent et ne reprendront véritablement qu'en 1976. Tandis que les pays du Commonwealth prennent leur distance, le gouvernement sud-africain, loin d'être sanctionné, profite des années de prospérité économique pour encourager l'immigration européenne et développer son industrie et son armement avec l'Allemagne et la France, avec le soutien des États-Unis au nom de la lutte contre le communisme. Verwoerd intensifie l'application de sa politique de séparation forcée en procédant à de nombreuses expulsions de populations noires vers les zones qui leur sont attribuées afin que de bonnes terres soient développées ou habitées par les Blancs. Un système de contrat oblige les salariés noirs de l'industrie à vivre dans des résidences dortoirs au sein des townships, loin de leurs familles demeurées en zone rurale. Les conséquences pour ces populations sont souvent catastrophiques sur le plan social tandis que la population carcérale atteint cent mille personnes, un des taux les plus élevés au monde. Entre 1960 et 1980, ce sont plus de trois millions et demi de paysans noirs qui sont dépossédés de leurs terres sans aucun dédommagement pour devenir un réservoir de main-d'œuvre bon marché et ne plus être des concurrents pour les fermiers blancs.

### Emprisonnement

#### Robben Island

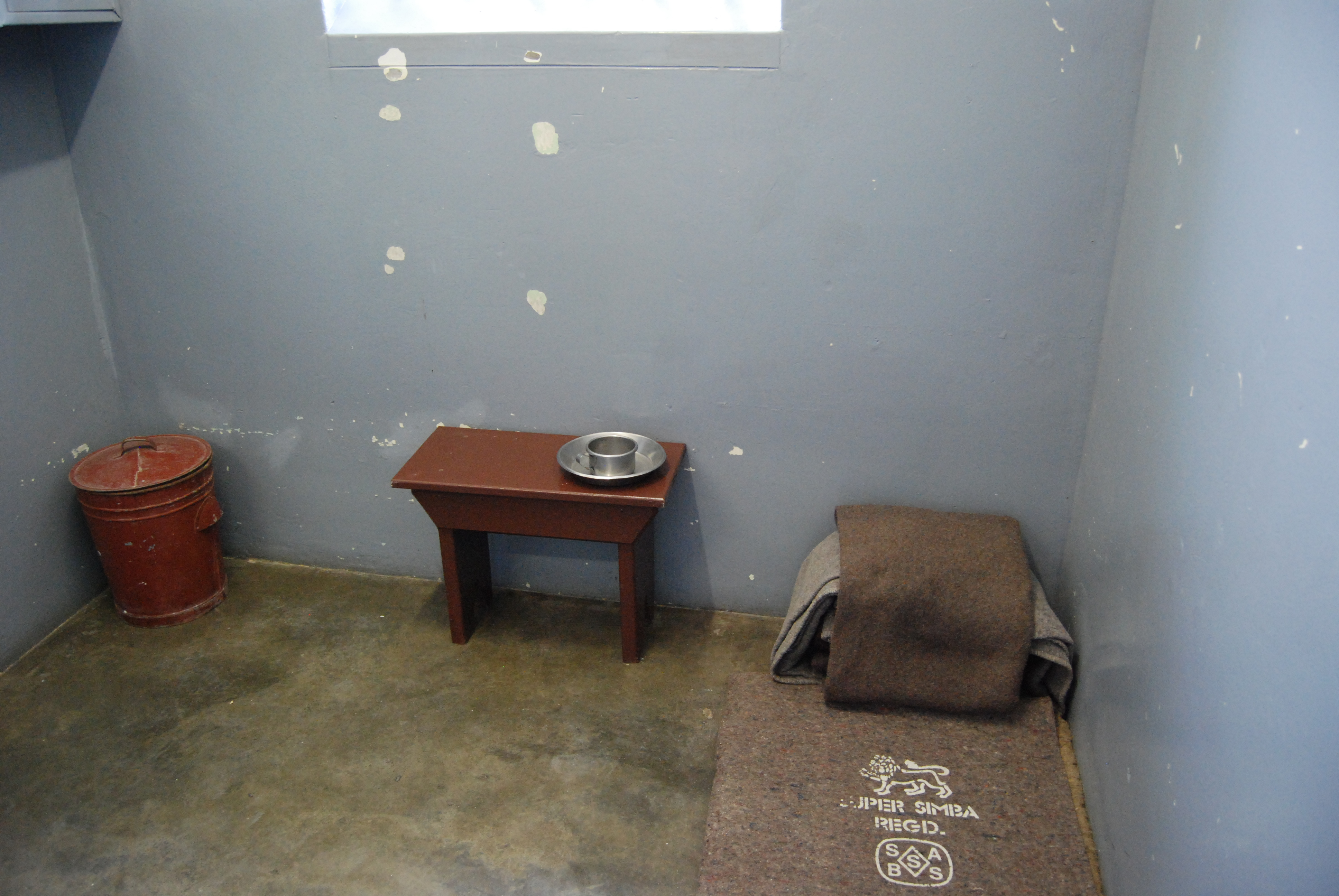
Cellule de Nelson Mandela dans la prison de Robben Island.

En 1964, Nelson Mandela est emprisonné sous le numéro de matricule 46664 dans l'île prison de Robben Island, où il reste dix-huit de ses vingt-sept années de prison. En prison, sa notoriété s'étend au niveau international. Sur l'île, il effectue des travaux forcés dans une carrière de chaux. Les prisonniers y sont victimes de kératite, due à la poussière et à la lumière ; Mandela doit d'ailleurs plus tard se faire opérer de ce fait du canal lacrymonasal. Les prisonniers échangent néanmoins leurs connaissances dans ce qui devient « l'université Mandela », parlant aussi bien de politique que de William Shakespeare, Nelson Mandela récitant et enseignant le poème Invictus (Invaincu) de William Ernest Henley afin de les encourager. Quand ils ne vont pas à la carrière, Mandela et les autres détenus cassent des cailloux dans une des cours de la prison avec des cadences éprouvantes.
Les conditions de vie dans la prison sont très rudes. Les prisonniers sont séparés selon leur couleur de peau, les prisonniers noirs recevant les plus petites rations. Les prisonniers politiques, dont fait partie Nelson Mandela, sont séparés des criminels de droit commun et ont encore moins de droits. Mandela étant un prisonnier de classe D (la plus basse classe), il n'a droit qu'à un visiteur et une lettre tous les six mois. Cette lettre a souvent été retardée durant une longue période et rendue illisible par la censure de la prison. Il se lave avec de l'eau de mer froide et dort dans une cellule minuscule. Pendant une période de sa captivité, tous les jeudis, les gardiens blancs demandent à Mandela et d'autres prisonniers noirs de creuser une tranchée d'1,80 m de profondeur. Lorsqu'elle est terminée, les gardiens demandent aux prisonniers de descendre dans la tranchée, puis ils leur urinent dessus, avant de leur demander de reboucher la tranchée et de retourner en cellule.
Mais si Robben Island est un lieu pour briser la volonté des prisonniers, celle de Mandela semble se renforcer dans la détention. Selon le témoignage d'Amhed Kathrada, un de ses codétenus, Mandela n'accepte aucun traitement de faveur, que ce soit pour le travail ou les vêtements, et mène toutes les actions de contestation avec les autres prisonniers, dont des grèves de la faim. Il refuse par exemple d'appeler les gardes sous le nom de baas (patron) comme ils l'exigent. Même soumis aux travaux forcés, il s'oblige à conserver une pratique sportive. Il court sur place dans sa cellule pendant 45 minutes, effectue une centaine de pompes, des abdos, des flexions profondes des genoux et des exercices de gymnastique appris lors de ses entrainements, encore étudiant, en salle de boxe.

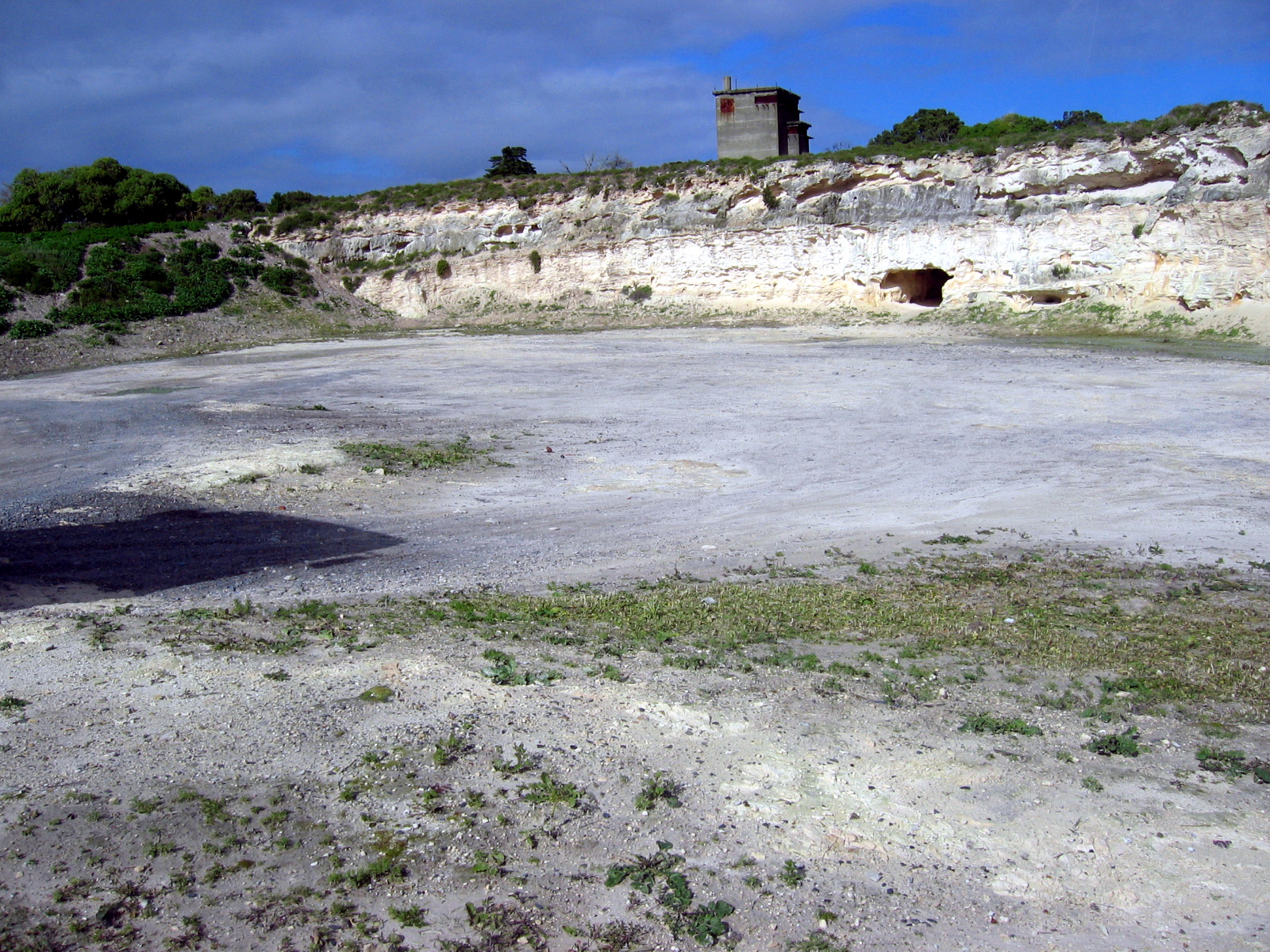
Carrière de chaux de Robben Island.

Alors que beaucoup de prisonniers les plus militants du Congrès panafricain d'Azanie refusent de parler ou même regarder les gardiens, Mandela essaie d'analyser la situation et perçoit que les Afrikaners sont surtout dirigés par la peur que la majorité noire refuse de partager le pouvoir et fasse d'eux et de leur famille les victimes d'une révolution sanglante. Nelson Mandela profite de ces années pour apprendre l'histoire des Afrikaners et leur langue, l'afrikaans, afin de comprendre notamment leur mentalité et d'établir un véritable dialogue avec eux. Défiant le point de vue de l'ANC, qui considérait alors le pouvoir afrikaner comme une version moderne du colonialisme européen, il en vient lui-même à estimer et déclarer que l'Afrikaner est un Africain au même titre que n'importe lequel de ses codétenus noirs, songeant que, à leur place et dans d'autres circonstances, il aurait pu avoir la même vue sur l'apartheid. Cette compréhension des Afrikaners lui donne l'esprit de réconciliation nécessaire aux futures négociations.

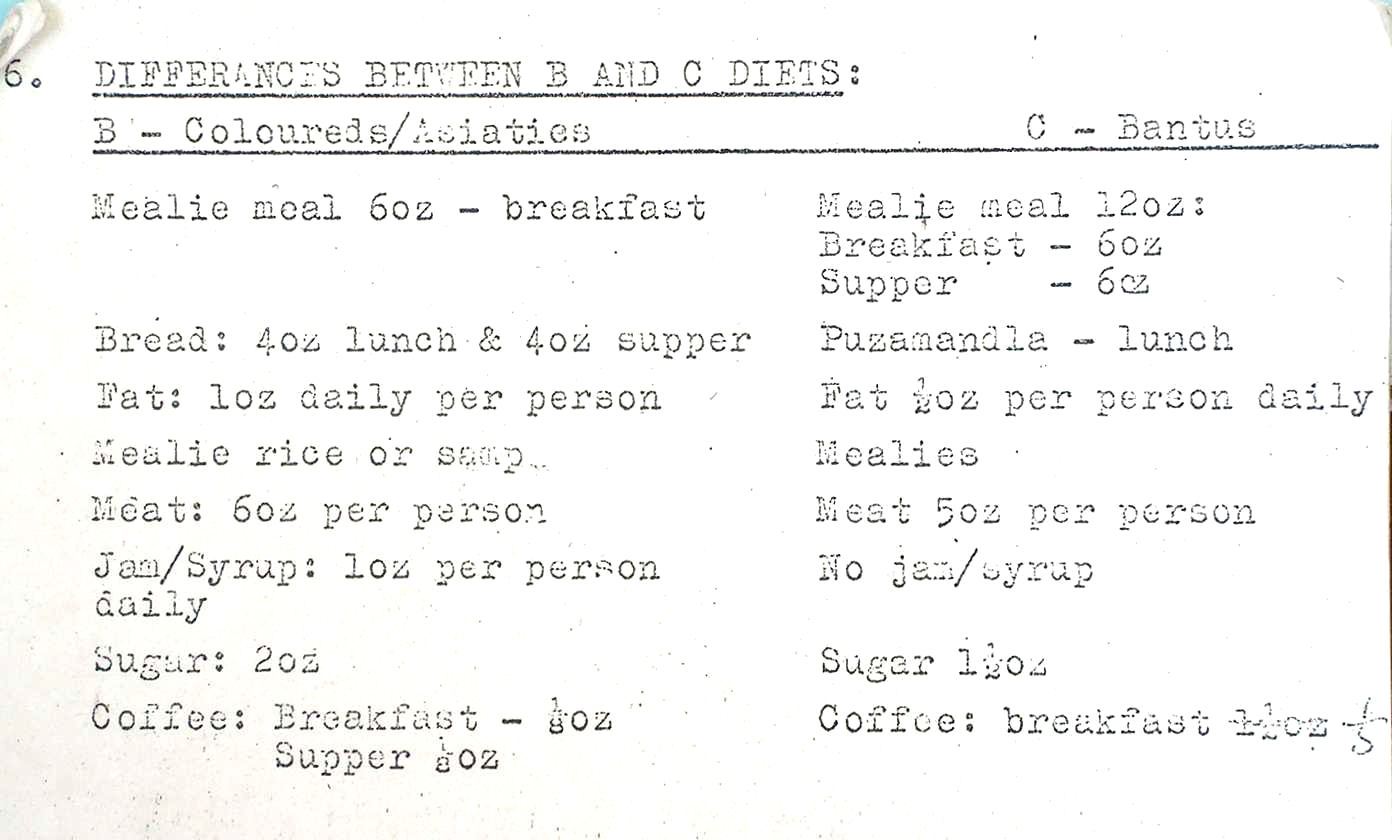
Menus de la prison : les Bantous (ou Noirs, menu C) dont faisait partie Mandela, recevaient encore moins de nourriture que les autres prisonniers (« Asiatiques et coloured (métis)», menu B).

Dans ses mémoires, publiés en 1981, l'agent secret Gordon Winter dévoile son implication dans un complot pour faire évader Mandela en 1969 : le groupe des comploteurs avait été infiltré par Winter pour le compte du gouvernement sud-africain. Celui-ci voulait que Mandela s'échappe pour qu'il puisse ensuite être abattu pendant la poursuite. Le complot avait été déjoué par les services secrets britanniques. En 1971, au bout de sept ans, Mandela quitte la carrière de chaux et est transféré au ramassage du guano. Le 6 décembre de la même année, l'Assemblée générale des Nations unies en séance plénière déclare l'apartheid crime contre l'humanité.
Au début de l'année 1976, il reçoit pour la première fois la visite d'un membre du gouvernement sud-africain. Le ministre des Prisons, Jimmy Kruger, vient lui proposer une libération à condition qu'il se fixe au Transkei, alors dirigé par Kaiser Matanzima, neveu de Mandela condamné par celui-ci pour son soutien passif à l'apartheid. Mandela refuse, fait part de ses revendications et pose la question de sa libération en invoquant au passage l'histoire de plusieurs héros de la cause nationaliste afrikaner, un temps eux-mêmes condamnés pour haute trahison puis finalement rapidement graciés. Il décline même toute rencontre avec Matanzima de peur que cela légitime les bantoustans auprès de la communauté internationale.
Le 16 juin 1976 éclatent les émeutes de Soweto, nouvelle étape dans la contestation et la répression. En septembre 1977, Steve Biko, fondateur du Mouvement de conscience noire meurt torturé en prison par la police. En octobre, le Conseil de sécurité des Nations unies avec la résolution 417 « condamne vigoureusement le régime raciste sud-africain » et demande la libération de « toutes les personnes emprisonnées au titre de lois arbitraires sur la sûreté de l'État […] et pour leur opposition à l'apartheid. » En novembre, avec la résolution 418, il impose un embargo sur les ventes d'armes à destination de l'Afrique du Sud. Nelson Mandela ainsi que d'autres militants sont placés en isolement carcéral, où radio et journaux sont interdits ou censurés. En 1979, il revoit, après quinze ans, sa deuxième femme, Winnie, qui subit aussi la prison ou l'assignation à résidence.
Pendant son emprisonnement, Mandela étudie par correspondance à l'université de Londres via son programme externe, et reçoit un diplôme de bachelor of Laws. Il est même présélectionné pour le titre de chancelier de cette université, finalement attribué à la princesse Anne du Royaume-Uni.

#### Prison de Pollsmoor et premières négociations

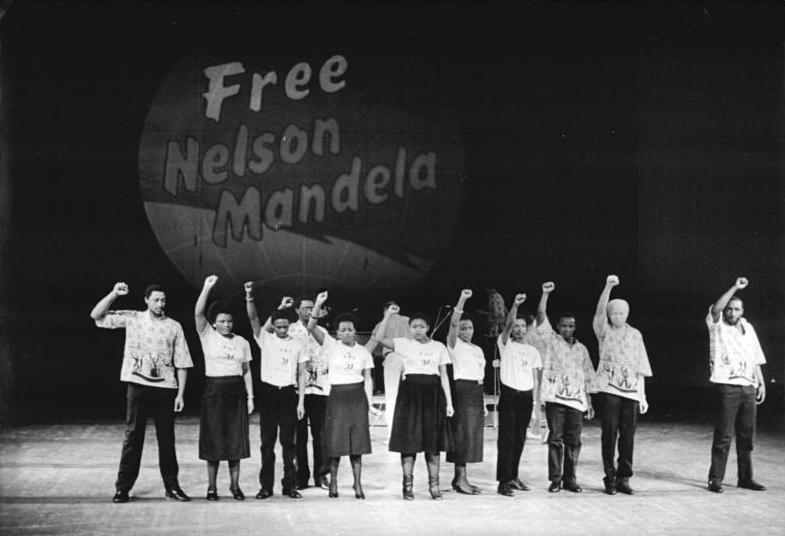
Manifestation de solidarité à Nelson Mandela en Allemagne de l'Est, 1986.

En mars 1982, Mandela est transféré, en compagnie des principaux dirigeants de l'ANC à la prison de Pollsmoor, dans la banlieue du Cap, avec des conditions de vie moins rudes. S'il a été envisagé un moment que ce transfert avait été réalisé afin d'éloigner ces dirigeants de la nouvelle génération de Noirs emprisonnés à Robben Island, surnommée l'« université Mandela », le ministre de la Justice Kobie Coetsee a dit au contraire que ce transfert avait été accompli afin de pouvoir établir un contact discret entre eux et le gouvernement sud-africain.
Pendant les années 1980, le MK relance la guérilla, occasionnant la mort de dizaines de personnes, : tentative de sabotage de la centrale nucléaire de Koeberg, poses de mines anti-personnel dans le Northern et Eastern Transvaal tuant une vingtaine de personnes dont des enfants à Chatsworth dans le district de Messina, attentat à la bombe à Pretoria tuant dix-neuf personnes, dans un centre commercial à Amanzimtoti tuant cinq personnes dont trois enfants, ou encore dans un bar de Durban. Dans l'autre camp, un escadron de la mort comme la Vlakplaas, créé pour éliminer les opposants au gouvernement de l'apartheid, commet plus d'une centaine de crimes, incluant meurtres, tortures et fraudes. Un autre escadron de la mort comme le Civil Cooperation Bureau étend ses opérations jusqu'en Europe et assassine des militants de l'ANC, dont Dulcie September en France en 1988.
En février 1985, le président Pieter Willem Botha offre à Nelson Mandela, contre l'avis de ses ministres, la liberté conditionnelle en échange d'un renoncement à la lutte armée. Mandela rejette l'offre, disant dans un communiqué transmis par sa fille Zindzi : « Quelle liberté m'est offerte alors que l'organisation du peuple demeure interdite ? Seuls les hommes libres peuvent négocier. Un prisonnier ne peut pas faire de contrat. » La même année, Botha abolit les lois sur les laissez-passer et les mariages mixtes. Mais cela est considéré comme trop timide par Nelson Mandela qui réclame toujours avec l’ANC clandestin « un homme, une voix ».
La première rencontre entre Nelson Mandela et le gouvernement a lieu en novembre 1985 : le ministre de la Justice, Kobie Coetsee, rencontre Mandela à l'hôpital Volks au Cap, où il est opéré de la prostate. Au cours des quatre années suivantes, une série de rencontres pose les bases pour de futures négociations, mais aucun progrès réel n'est réalisé. Sa dernière prison en 1986 est une villa avec piscine dans le périmètre de la prison Victor Verster (en) de Paarl, à une soixantaine de kilomètres du centre-ville du Cap, où il lui est accordé le droit de recevoir toutes les visites qu'il désire.

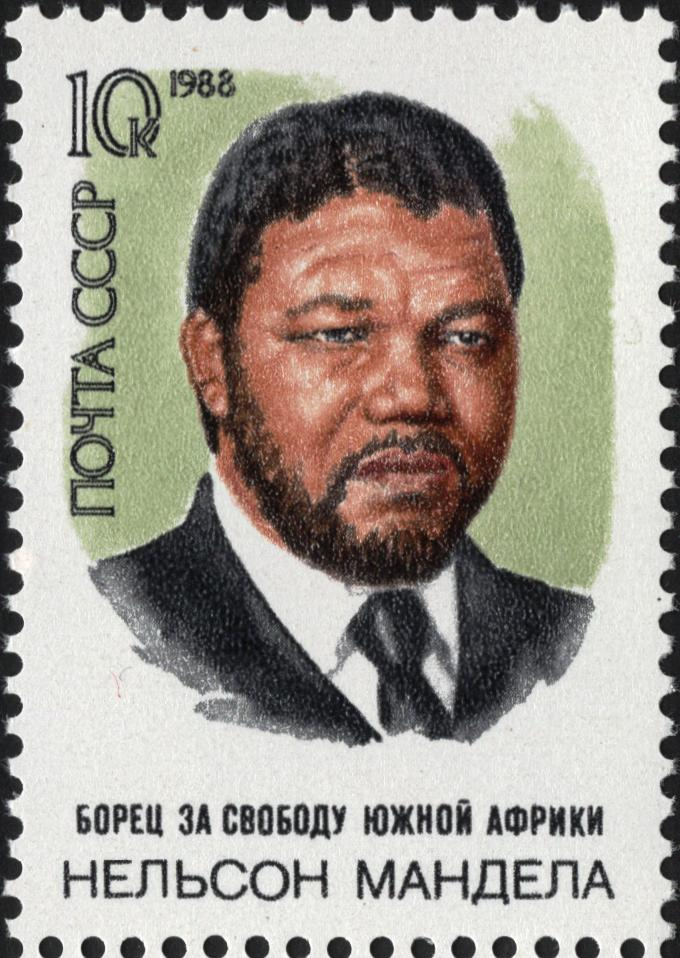
Timbre soviétique (1988) à l'effigie de Nelson Mandela à l'occasion de son.

Pendant toute la durée de l'emprisonnement de Nelson Mandela, la pression locale et internationale sur le gouvernement sud-africain se fait toujours plus forte. En 1985, il est le premier lauréat du prix Ludovic-Trarieux pour son engagement en faveur des droits de l'homme. Comme il est en captivité, c'est sa fille qui reçoit le prix en son nom.
Le 11 juin 1988 a lieu le concert hommage des 70 ans de Nelson Mandela à Wembley, regardé par six cents millions de téléspectateurs dans soixante-sept pays, qui expose au monde entier la captivité de Mandela et l'oppression de l'apartheid, et qui, selon l'ANC, force le régime sud-africain à libérer Mandela plus tôt que prévu. En 1989, alors que l'état d'urgence règne depuis quatre ans, Nelson Mandela écrit à Pieter Botha, et tout en précisant que « la question de [sa] libération n’en est pas une », « face au spectre d’une Afrique du Sud coupée en deux camps hostiles se massacrant mutuellement », il veut faire négocier « les deux principales organisations du pays », le gouvernement et l'ANC. Il détermine les principaux points à traiter : « Premièrement, la revendication de la règle de la majorité dans un État unitaire, deuxièmement, les inquiétudes de l’Afrique du Sud blanche face à cette demande. » Ils ont un entretien le 5 juillet 1989 dans la résidence de Botha. Cette même année, à la suite d'un accident vasculaire cérébral, Botha est remplacé par Frederik de Klerk à la tête du gouvernement. Le 15 octobre 1989, De Klerk libère sept dirigeants de l’ANC, dont Walter Sisulu, qui ont chacun passé vingt-cinq ans en prison. En novembre, Nelson Mandela dit de De Klerk qu'il est « le plus sérieux et le plus honnête des leaders blancs » avec qui il ait pu négocier. De Klerk annonce la libération de Nelson Mandela le 2 février 1990 au cours d'un discours prononcé au Parlement.

### Libération, prix Nobel et négociations constitutionnelles
Le 2 février 1990, le Président De Klerk annonce la levée de l'interdiction de l'ANC et de plusieurs autres organisations antiapartheid, ainsi que la libération prochaine et sans condition de Nelson Mandela. Ce dernier est libéré le 11 février 1990 après 27 ans, 6 mois et 6 jours d'emprisonnement. L'événement est retransmis en direct dans le monde entier.
Le jour de sa libération, Nelson Mandela fait un discours depuis le balcon de l'hôtel de ville du Cap. Il y déclare son engagement pour la paix et la réconciliation avec la minorité blanche du pays, mais annonce clairement que la lutte armée de l'ANC n'est pas terminée :
« Notre recours à la lutte armée en 1960 avec la formation de l'aile militaire de l'ANC était purement une action défensive contre la violence de l'apartheid. Les facteurs qui ont rendu nécessaire la lutte armée existent toujours aujourd'hui. Nous n'avons aucune option à part continuer. Nous espérons qu'un climat propice à une solution négociée existera bientôt, ce qui rendra inutile la lutte armée. »
Mandela dit aussi que son objectif principal est de donner à la majorité noire le droit de vote aussi bien aux élections nationales que locales. Il annonce également à la foule : « Je suis là devant vous non pas comme un prophète mais comme un humble serviteur du peuple. » Le 26 février 1990, il demande à ses partisans : « Jetez dans la mer vos fusils, vos couteaux et vos machettes. », afin de pacifier les relations entre l'ANC et le gouvernement, mais aussi la rivalité entre l’ANC et l’Inkhata zoulou qui a fait de nombreuses victimes.
Nelson Mandela mène le parti lors des négociations sur l'élaboration d'une nouvelle constitution transitoire sud-africaine qui ont lieu entre mai 1990 (accords de Groote Schuur) et mars 1994. Le 6 août, Mandela confirme les accords avec De Klerk, et l’ANC proclame la fin de la lutte armée (Pretoria Minute).
Les négociations entre les partis sont parfois tendues comme lorsque, en 1991, Mandela qualifie De Klerk de « dirigeant d'un régime illégitime, discrédité et minoritaire ». Nelson Mandela propose de faire passer le droit de vote à 14 ans, proposition pour laquelle il est blâmé par ses collaborateurs et à propos de laquelle il dit plus tard avoir fait « une grave erreur de jugement. »
Le 30 juin 1991, le Parlement sud-africain vote la suppression des dernières lois piliers de l'apartheid encore en vigueur qu'étaient la loi sur la classification raciale et celle sur l'habitat séparé.
En juillet 1991, Nelson Mandela est élu président de l'ANC à l'occasion de la première conférence nationale de l'ANC en Afrique du Sud, et Oliver Tambo, qui dirigeait l'ANC en exil depuis 1969, devient secrétaire national.

#### Resté fidèle allié de ses défenseurs lors de l'apartheid
Nelson Mandela fait alors un voyage à Cuba lors duquel il rencontre Fidel Castro. Celui-ci dira de lui : « Nelson Mandela est connu et de plus admiré et chéri par des millions innombrables de personnes dans le monde entier. »
Fidel Castro lui rend aussi hommage durant la célébration du 26 juillet 1991, en sa présence : « Si on veut avoir un exemple d’un homme absolument intègre, cet homme, cet exemple est Mandela. Si on veut avoir un exemple d’un homme inébranlablement ferme, vaillant, héroïque, serein, intelligent, capable, cet exemple et cet homme est Mandela. Et je ne le pense pas — a ajouté le Commandant en Chef — après l’avoir connu, après avoir pu converser avec lui, après avoir eu le grand honneur de le recevoir dans notre pays, je le pense depuis beaucoup d’années, et je le reconnais comme l’un de symboles les plus extraordinaires de cette ère. »[réf. nécessaire]

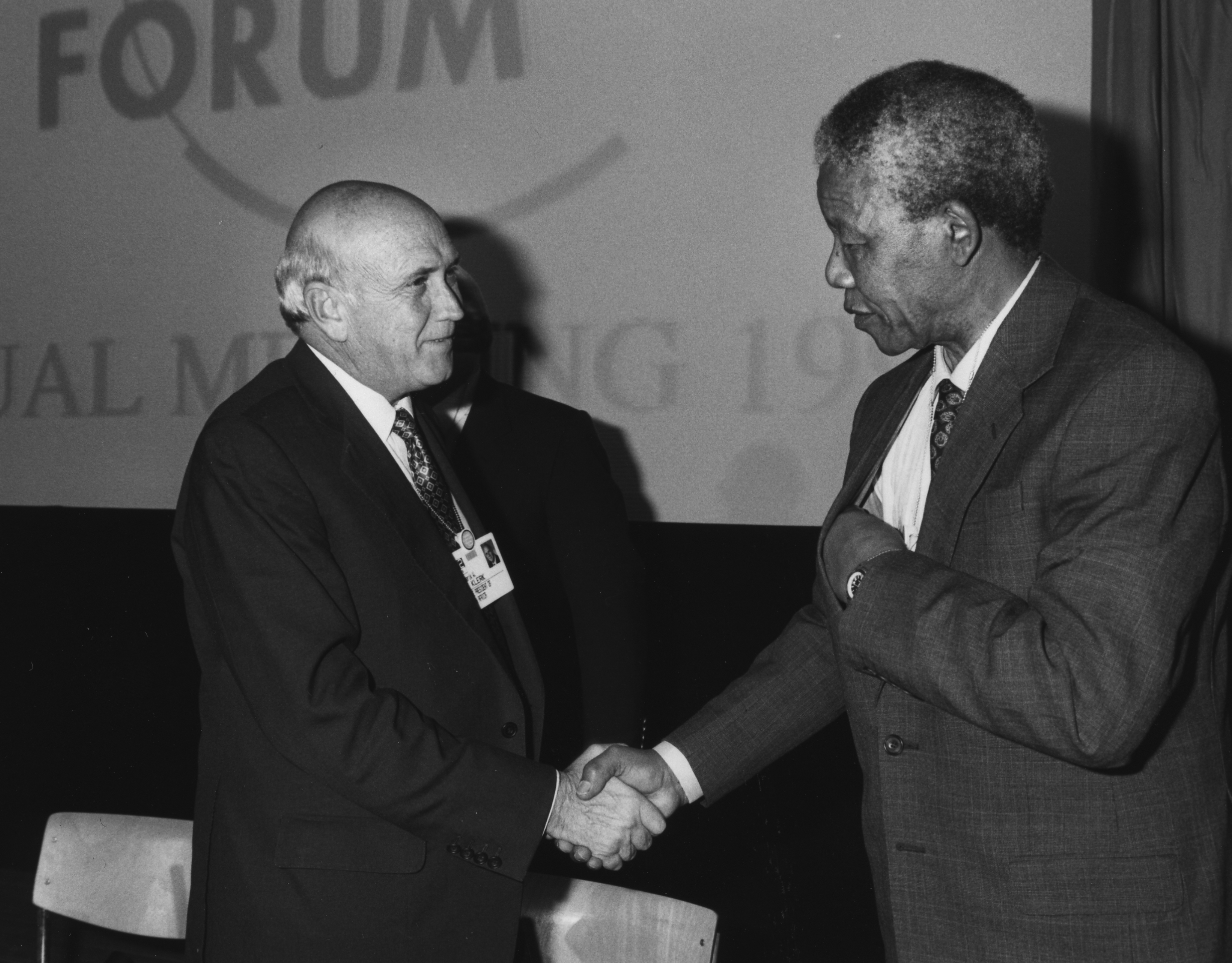
Frederik de Klerk et Nelson Mandela au Forum économique de Davos, 1992.

Au début de 1992, des élections législatives partielles virent au désastre pour le Parti national au bénéfice des candidats du Parti conservateur favorable au maintien de l'apartheid. Le président De Klerk, qui avait fait de l'élection générale partielle de Potchefstroom un enjeu national, et qui avait été alors désavoué dans ce traditionnel bastion électoral du parti national, organise alors un ultime référendum auprès de l'ensemble des électeurs blancs pour solliciter leur appui. Il obtient publiquement celui de Mandela, qui cherche par ailleurs à calmer les ardeurs et les impatiences des militants de l'ANC. Le 17 mars 1992, avec 68,7 % de « oui », De Klerk obtient sans ambiguïté le soutien de l'ensemble de la communauté blanche. Lors de son discours de victoire devant le Parlement du Cap, il déclare que les électeurs blancs ont eux-mêmes « décidé de refermer définitivement le livre de l'apartheid. »,
Les pourparlers s'arrêtent à la suite du massacre de Boipatong en juin 1992 où Mandela rompt les négociations et accuse le gouvernement de De Klerk de complicité dans ces tueries. Les négociations reprennent cependant en septembre 1992 après le massacre de Bisho, les menaces de confrontation sanglante démontrant qu'elles constituent la seule issue pour l'Afrique du Sud.
Les efforts de Nelson Mandela et du président Frederik de Klerk sont reconnus mondialement quand ils reçoivent conjointement le prix Nobel de la paix en 1993 en hommage à « leur travail pour l'élimination pacifique du régime de l'apartheid et pour l'établissement des fondations d'une Afrique du Sud nouvelle et démocratique. » Pour le comité Nobel, « le régime de l'apartheid donnait un visage au racisme ». Lors de la cérémonie de remise du prix, Nelson Mandela rend hommage à Frederik de Klerk « qui a eu le courage d'admettre qu'un mal terrible avait été fait à notre pays et à notre peuple avec l'imposition du système de l'apartheid. » Il demande également au gouvernement birman la libération du prix Nobel de la paix 1991 Aung San Suu Kyi, comparant sa lutte à la sienne.

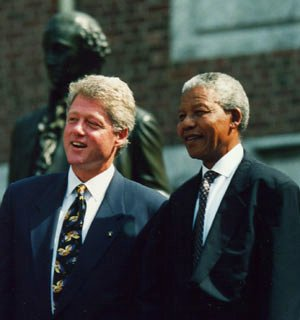
Le président américain Bill Clinton et Nelson Mandela à Philadelphie, États-Unis, le 4 juillet 1993.

Quand Chris Hani, un des dirigeants du MK et du Parti communiste sud-africain, est assassiné le 10 avril 1993 par un extrémiste blanc, Janus Walusz, avec la complicité de Clive Derby-Lewis, député du Parti conservateur, on craint que le pays soit à nouveau plongé dans la violence. Nelson Mandela lance un appel au calme au pays par un discours considéré comme présidentiel bien qu'il n'ait pas encore été élu : « Je m'adresse ce soir à tous les Sud-Africains, noirs et blancs, du fond de mon être. Un homme blanc, plein de préjugés et de haine, est venu dans notre pays et a accompli une action si ignoble que notre nation tout entière se situe au bord du précipice. Une femme blanche d'origine Afrikaner a risqué sa vie pour que nous puissions reconnaître et traduire en justice cet assassin. Le meurtre de sang-froid de Chris Hani a créé un choc dans tout le pays et dans le monde… Il est maintenant temps pour tous les Sud-Africains de s'unir contre ceux, de n'importe quel camp, qui espèrent détruire ce pour quoi Chris Hani a donné sa vie : la liberté pour chacun d'entre nous. »,

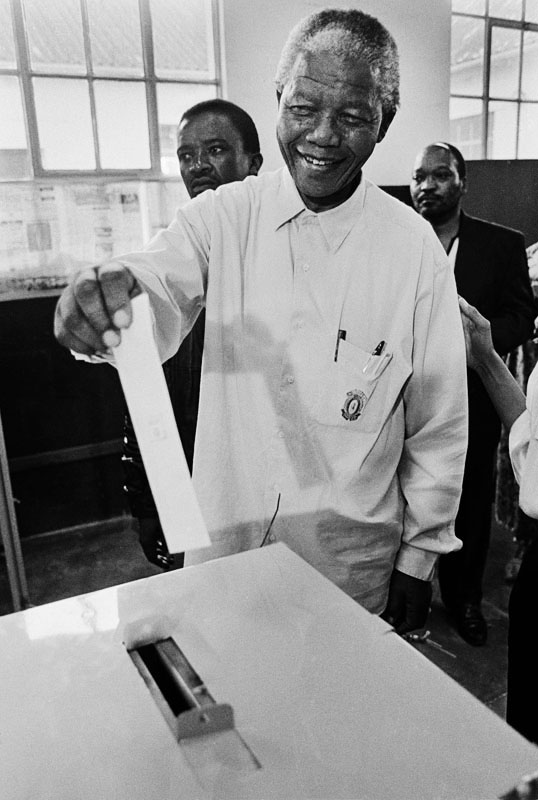
Nelson Mandela votant le 27 avril 1994.

Bien que des émeutes aient lieu après l'assassinat, les négociateurs parviennent à un accord pour fixer les premières élections nationales non raciales du pays à la date du 27 avril 1994, correspondant à l'expiration normale du mandat présidentiel de De Klerk, soit à peine plus d'un an après le meurtre de Chris Hani. Avant les élections, Nelson Mandela doit réussir à éviter un éclatement du pays et une guerre civile en négociant d'une part avec le général Constand Viljoen, chef du mouvement Afrikaner Volksfront (ou Front afrikaner, AVF) fédérant plusieurs organisations politiques conservatrices ou d'extrême droite, qui réclame la création d'un Volkstaat, c'est à un dire un État « ethniquement pur » pour les Afrikaners, et considère Frederik de Klerk comme un traître, d'autre part avec le roi des zoulous Goodwill Zwelithini kaBhekuzulu qui veut créer son propre État zoulou au Natal.
Les discussions avec Constand Viljoen ont lieu grâce à son frère jumeau qui entretient d'anciennes relations avec l'ANC. La première rencontre a lieu entre Mandela et Joe Modise chef de Umkhoto we Sizwe d'une part, avec les dirigeants de l'AVF, Constand Viljoen et Tienie Gronewald, de l'autre,. Pendant trois mois et demi, plus de vingt réunions ont lieu entre l'ANC et l'AVF. Elles aboutissent à un protocole d'accord sur la constitution d'un groupe de travail bipartite pour examiner la possibilité de créer un volkstaat, en contrepartie de quoi l'AVF s'engage à décourager toute action pouvant faire capoter la transition politique. Ce protocole est cependant dénoncé par une partie de l'extrême droite, mais aussi par le parti national. C'est l'expédition militaire ratée au Bophuthatswana pour venir en aide à leur allié, le président Lucas Mangope qui refuse de réintégrer le bantoustan dans l'Afrique du Sud, qui convainc Viljoen de se désolidariser de ses alliés du parti conservateur et surtout de l'extrémiste et très peu fiable mouvement de résistance afrikaner. Après avoir joué les intermédiaires entre le président F.W. de Klerk et Lucas Mangope, Constand Viljoen prend unilatéralement la décision d'inscrire, dix minutes avant la clôture des inscriptions, son nouveau parti, le Front de la liberté, pour participer aux élections du 27 avril. Voulant rassembler toutes les tendances d'une société divisée par l'apartheid, Mandela propose à Viljoen d'intégrer le gouvernement d'unité nationale.
La campagne pour persuader l'Inkatha de participer aux élections débouche de son côté sur une action commune du président sud-africain F.W. de Klerk et de Mandela qui rencontrent le 8 avril le roi Zwelithini et le prince Mangosuthu Buthelezi. Durant ces entretiens, Mandela propose notamment à Zwelithini de devenir le monarque constitutionnel du KwaZulu-Natal. Après une heure et demie de discussion internes entre Buthelezi et Zwelithini, ce dernier refuse la proposition au prétexte que les demandes liées au roi ne peuvent être séparées de celles de l'Inkatha. L'échec des pourparlers amène le gouvernement à déclarer l'état d'urgence au Natal tandis que l'ANC envisage une option militaire pour faire plier l'Inkatha. Après des perquisitions et d'importantes saisies d'armes et de munitions par l'armée dans les camps d'entrainement de l'Inkatha, Buthelezi réclame une médiation internationale que Mandela et F.W. de Klerk acceptent. Cette médiation est cependant ajournée du fait de la volonté de Buthelezi de modifier le calendrier électoral. De son côté, le roi Goodwill Zwelithini envoie un émissaire auprès de Mandela pour l'informer qu'il est finalement prêt à accepter la proposition, mais aussi qu'il craint pour sa propre vie, faisant indirectement référence à Buthelezi. Finalement, après avoir consulté un vieil ami kenyan, le professeur Washington Okumu, Buthelezi accepte, sept jours avant la date du scrutin, de participer aux élections. Selon Colette Braeckman et contrairement à la version des faits relatés par Allister Sparks, c'est Mandela et lui seul qui aurait réussi à convaincre Buthelezi de participer aux élections en persuadant en une heure le roi des Zoulous, Goodwill Zwelithini d'y participer, lui faisant comprendre que s'il suivait Buthelezi il pourrait tout perdre.

### Président de la république d'Afrique du Sud

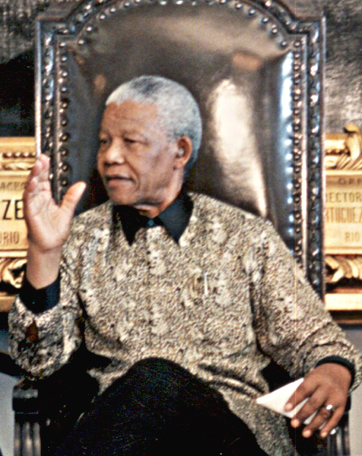
Le président Nelson Mandela à Brasilia, au Brésil, en juillet 1998.

À la suite des premières élections générales multiraciales, largement remportées par l'ANC (62,6 % des voix), en avril 1994, Nelson Mandela est élu président de la république d'Afrique du Sud. Lors d'un discours le 2 mai, il prononce le « free at last – enfin libre » de Martin Luther King. Nelson Mandela prête serment aux Union Buildings de Pretoria le 10 mai 1994 devant une grande partie des responsables politiques internationaux, d'Al Gore à Fidel Castro. Il préside au premier gouvernement non racial du pays, en l'occurrence un gouvernement d'unité nationale entre l'ANC, le Parti national et le parti zoulou Inkatha Freedom Party. Ses deux vice-présidents sont alors Thabo Mbeki (ANC) et Frederik de Klerk (NP). Dans son discours d'investiture, Mandela célèbre la fin de l'apartheid dont « doit naître une société dont toute l'humanité sera fière », le retour de l'Afrique du Sud dans la communauté internationale et l'amour commun du pays et l'égalité raciale seront le ciment de la nouvelle « nation arc-en-ciel en paix avec elle-même et avec le monde ». Il évoque les défis de son mandat que sont la lutte contre la pauvreté, les discriminations et « qu'il n'y a pas de voie facile vers la liberté ». La date du 27 avril devient un jour férié en Afrique du Sud, le jour de la Liberté.
À partir de 1996, Mandela laisse à Thabo Mbeki la gestion quotidienne du pays et en décembre 1997 il quitte la présidence de l'ANC, ce qui permet une passation des pouvoirs en douceur et contribue à la stabilité politique du pays et à conserver sa bonne image au niveau international. Quand Nelson Mandela quitte le pouvoir peu avant ses 81 ans à la date symbolique des émeutes de Soweto, il laisse l'image d'un grand résistant et d'un grand chef d'État, notamment pour sa capacité à pardonner. Il laisse une démocratie solide, mais de grands problèmes à résoudre, héritage des abus et négligences du régime de l'apartheid. Son successeur hérite de l'économie la plus puissante d'Afrique, mais stagnante et avec d'énormes inégalités entre Blancs et Noirs souvent peu éduqués et un taux de chômage de 40 %. Il est l'unique personnalité politique mondiale contemporaine à avoir reçu un hommage aussi unanime et autant de respect et d'affection.

#### Politique intérieure

##### Commission de la vérité et de la réconciliation
Conformément aux négociations de la période de transition, une Commission de la vérité et de la réconciliation, présidée par l'archevêque anglican et prix Nobel de la Paix Desmond Tutu, est créée pour recueillir le récit des exactions et des crimes commis sous l'apartheid par le gouvernement, les forces de sécurité, mais également par les mouvements de libération comme l'ANC. Pour Desmond Tutu, « sans pardon, il n'y a pas d'avenir, mais sans confessions, il ne peut y avoir de pardon. » L'objectif affiché est que, dans une sorte de catharsis, les personnes et communautés blessées par les événements passés du pays se voient ainsi offerte la possibilité de confronter différentes lectures du passé pour mieux tourner une page historique douloureuse. Les coupables de violence sont encouragés à se confesser, une amnistie étant offerte en cas d'aveux. En l'absence de confession ou de refus de se présenter devant la commission, des poursuites judiciaires peuvent être engagées si les autorités ont suffisamment de preuves pour engager une procédure. Sur le plan judiciaire, la peine de mort, dont l'application était suspendue, est abolie par le Parlement.
Si des policiers, soldats, mais aussi des militants antiapartheid ou des citoyens ordinaires confessent des crimes, peu de responsables de haut niveau comparaissent devant la commission. L'ancien ministre de la Loi et de l'Ordre Adriaan Vlok accepte certes de comparaître et de se repentir, mais l'ancien président Pieter Willem Botha et le vice-président Thabo Mbeki refusent. Pour montrer l'exemple, Nelson Mandela détaille les exactions de l'ANC, notamment en Angola dans les années 1970. Il admet par la suite que, dans sa lutte contre l'apartheid, l'ANC avait aussi violé les droits de l'homme ; il est d'ailleurs critique vis-à-vis de ceux de son propre parti qui essaient de supprimer des éléments des rapports de la commission allant dans ce sens. Le processus de la Commission vérité et réconciliation a parfois laissé un goût amer pour les vingt mille victimes de l'apartheid ayant témoigné, des inculpés comme Wouter Basson surnommé « docteur la mort » étant acquitté, et le versement des indemnisations prenant des années. Malgré cela, la commission vérité et réconciliation et la méthode Mandela de « dialogue sans exclusion » font école en Afrique.

##### Réconciliation nationale
Prônant la réconciliation nationale, Mandela se rend à Orania pour rencontrer la veuve d'Hendrik Verwoerd et organise une tea party à Pretoria réunissant les épouses des anciens Premiers ministres et présidents du pays avec les épouses des anciens prisonniers de Robben Island. Mandela encourage les Sud-Africains noirs à soutenir l'équipe de rugby des Springboks lors de la coupe du monde de rugby 1995 qui a lieu dans le pays. Après la victoire, Mandela présente le trophée au capitaine de l'équipe Francois Pienaar, un Afrikaner. Mandela porte le maillot avec le numéro de Pienaar, et l'événement est vu comme un symbole de la réconciliation entre les Noirs et les Blancs d'Afrique du Sud.
Des critiques ont été émises au sein de l'ANC pour sa politique de pardon et de réconciliation envers les Blancs sud-africains : son soutien des Springboks a été à peine toléré par certains de ses partisans noirs, tout comme sa visite dans le village afrikaner ultra-conservateur d'Orania, où les Noirs ne sont pas admis d'habiter, pour visiter la veuve du créateur des lois les plus injustes de l'apartheid. De leur côté, les Afrikaners de ce village voyaient dans la réconciliation une façon d'éliminer la culture des Boers.
Pour Mandela, aucune autre politique n'était cependant possible, notamment parce que les généraux et l'extrême droite blanche pouvaient faire dérailler tout le processus de pacification, notamment le scrutin de 1994. Sa politique n'a jamais été remise en cause par l'ANC. Cette réconciliation est considérée par la communauté internationale, comme un succès qui a permis d'éviter une guerre civile entre Blancs et Noirs,.

##### Reconstruction économique

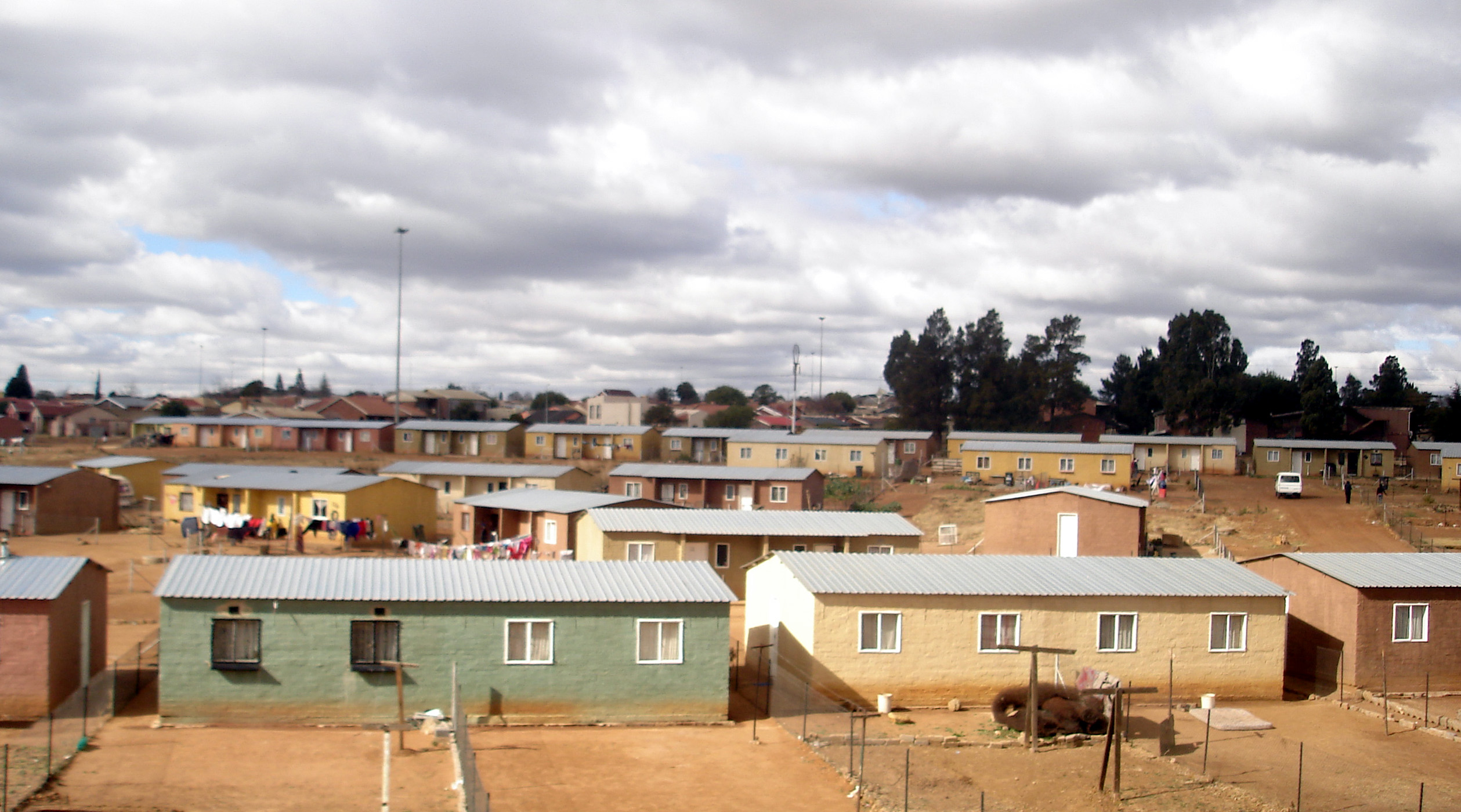
Maisons construites par le programme de reconstruction et de développement (RDP) à Soweto.

Nelson Mandela se consacre d'abord à la réconciliation et à la création d'une nouvelle identité nationale sud-africaine, laissant la responsabilité de l'économie à un ministre et un gouverneur de la banque centrale blancs, avant d'en charger Thabo Mbeki. Le gouvernement d'union nationale lance, dès 1994, le programme de reconstruction et de développement (RDP) pour combattre les conséquences socio-économiques de l'apartheid, comme la pauvreté et le grand manque de services sociaux, des problèmes qui requièrent, selon le gouvernement, un environnement macroéconomique plus fort. L'amplitude du programme est comparée à celle du New Deal mis en place par le gouvernement américain lors de la Grande Dépression et il est soutenu par tous les partis politiques.
La politique de l'offre de logement est le point le plus important de cette relance de l'économie de l'Afrique du Sud par les proches de Nelson Mandela, en créant un socle plus solide pour les entreprises et les ménages. Entre 1994 et début 2001, selon le gouvernement sud-africain, plus d'un million cent mille maisons à bas coût pouvant bénéficier de l'aide gouvernementale ont été construites, accueillant cinq millions de Sud-Africains sur les douze millions et demi de mal logés. Entre 1994 et 2000, quatre millions neuf cent mille personnes, pour la plupart habitant les anciens homelands, bénéficient d'un accès à l'eau potable et un million sept cent cinquante mille foyers sont raccordés au réseau électrique, la proportion de foyers ruraux avec l'électricité passant de 12 à 42 %. En 1999, trente-neuf mille familles ayant bénéficié de la réforme agraire se partagent trois mille cinq cent cinquante kilomètres carrés. Selon le gouvernement, en quatre ans, deux cent cinquante mille personnes ont reçu des terres. D'avril 1994 à fin 1998, cinq cents nouvelles cliniques donnent un accès aux soins à cinq millions de personnes ; à partir de 1998, un programme de vaccination contre la poliomyélite-hépatite immunise huit millions d'enfants en deux ans. La construction de routes, d'égouts ou de réservoirs donne du travail à deux cent quarante mille personnes pendant cinq ans. Le RDP est cependant critiqué pour la faible qualité des maisons construites dont 30 % ne respectent pas les normes, un approvisionnement en eau dépendant beaucoup des rivières et des barrages et dont la gratuité pour les ruraux pauvres est coûteuse. À peine 1 % des terres envisagées par la réforme agraire a été effectivement distribué.
L'aile gauche marxiste de l'ANC dès 1994 remet en cause les choix économiques pris par le gouvernement Mandela pour rassurer les intérêts économiques nationaux et étrangers. Tout changement économique et social radical avait ainsi été écarté conformément aux négociations constitutionnelles. Les partisans des nationalisations et des redistributions des richesses étaient déçus. Il lui est aussi reproché de ne pas avoir investi massivement dans un programme de travaux publics pour transformer l'économie durant sa présidence, de peur de paraître communiste, et d'avoir plutôt opté pour un plan de construction de logements financé par des banques privées sud-africaines : celles-ci n'ayant pas d'idéal social n'ont pas accordé de financements à des emprunteurs noirs et pauvres.

##### Une nouvelle constitution pour l'Afrique du Sud
En 1995, la constitution transitoire de 1993, élaborée pendant les négociations pour mettre fin à la domination politique blanche, est remplacée par une nouvelle constitution, adoptée au Parlement par la quasi-unanimité des députés de l'ANC et du parti national. Peu de temps après, le 30 juin 1996, les ministres du Parti national quittent le gouvernement d'union nationale pour entrer dans l'opposition. Des lois établissent la discrimination positive destinée à favoriser l'intégration économique des Noirs.

##### Lutte contre le sida

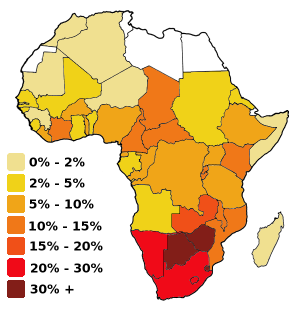
Taux de personnes contaminées par le virus de l'immunodéficience humaine en Afrique chez les adultes de 15 à 49 ans, 1999. L'Afrique du Sud est l'un des pays les plus touchés.

Nelson Mandela est critiqué pour l'absence d'efficacité de la politique de son gouvernement dans la lutte contre le sida par le juge Edwin Cameron,,. Mandela admet après son mandat qu'il peut avoir manqué à son devoir envers son pays en n'apportant pas plus d'attention à l'épidémie du sida,. Pendant son mandat, le pourcentage de femmes enceintes séropositives triple, passant de 7,6 à 22,8 %, et le nombre de morts estimé par an dépasse la barre des cent mille en 1999. Mandela fera la préface du livre d'Edwin Cameron Témoins du sida en 2005. Le système de santé est impuissant à combattre l'épidémie de sida qui fait baisser l'espérance de vie moyenne des Sud-Africains de 64,1 à 53,2 ans de 1995 à 1998. Alors que son successeur Thabo Mbeki nie la transmission virale du sida (pour accréditer l'idée que sa seule cause est la pauvreté et l'exploitation coloniale), Nelson Mandela ne réagit pas.

##### Autres événements
Nelson Mandela est affectueusement surnommé Madiba par les Sud-Africains, son nom du clan Xhosa. Après avoir été élu président, une des caractéristiques de Mandela est l'utilisation de chemises en batik, connues sous le nom de « chemise Madiba », même lors d'événements officiels, ce qui influence la mode du pays.
Nelson Mandela publie son autobiographie Long Walk to Freedom en 1994 (qui sera traduite en français l'année suivante) où il raconte son enfance, son engagement politique, ses longues années de prison et son accession au pouvoir.

#### Politique internationale
En 1994, la diplomatie sud-africaine, très marquée par le long règne de Pik Botha et principalement tournée vers le monde occidental, l'Afrique australe et Taiwan, se découvre un nouveau périmètre à vocation planétaire. La nouvelle politique étrangère mise en œuvre est avant tout celle de Nelson Mandela, de Thabo Mbeki et d'Aziz Pahad le nouveau ministre délégué aux Affaires étrangères. Dans les premiers temps, la politique africaine de Pretoria est hésitante et souffre d'un déficit en expertise lié au départ de nombreux diplomates, contribuant à l'échec de plusieurs médiations sud-africaines tentées en Afrique. Cependant, grâce aux « premières élections démocratiques de l'après apartheid », l'Afrique du Sud passe de l'isolement diplomatique le plus complet à un statut « d'exemple moral » pour la communauté internationale.

##### Les tentatives de médiation internationale
Dès le début de sa présidence, Nelson Mandela est sollicité pour arbitrer plusieurs conflits africains bien qu'il souhaite tenir son pays à l'écart des conflits régionaux. Il accepte cependant d'être le médiateur de plusieurs négociations de paix, notamment dans l'Afrique des Grands Lacs (au Zaïre et au Rwanda) et aussi en Angola, mais les résultats de ses interventions sont mitigés. Après la victoire des forces de Laurent-Désiré Kabila au Zaïre, il assure le nouveau régime de son soutien sans faille, allant même parler de « soi-disant massacre de réfugiés rwandais au Congo », mais il s'agit surtout à la fois d'éviter un éclatement du pays et de ses éventuelles conséquences sur l'Angola voisine, mais également de protéger les intérêts de la De Beers. D'autres médiations de Nelson Mandela ont lieu au Timor oriental (1997) et au Soudan sans produire les effets escomptés.
Dans la première opération militaire post-apartheid, Mandela envoie les troupes sud-africaines intervenir au Lesotho en septembre 1998 pour protéger le gouvernement du Premier ministre Pakalitha Mosisili.

##### Les relations avec la Libye de Kadhafi
Nelson Mandela ne manque jamais de saluer les pays qui ont soutenu la lutte contre l'apartheid comme la Jamahiriya arabe libyenne du colonel Kadhafi qu'il qualifie de « leader moral » ou « frère leader » et auquel il décerne l'ordre de Bonne Espérance en 1997, la plus haute distinction du pays. À l'intention de ceux qui désapprouvent ces visites, comme le département d'État américain, il réplique qu'ils « n'ont pas de morale » et que « cet homme les a aidés en un temps où nous étions seuls, quand ceux qui disent que nous ne devrions pas être ici, aidaient l'ennemi »,. C'est au colonel libyen que Nelson Mandela avait accordé sa première visite à l'étranger d'homme libre en mai 1990 et c'est à lui en premier qu'il rend visite une fois élu en 1994. Le colonel Kadhafi sera le dernier chef d’État qu'il recevra en visite officielle à la fin de sa présidence en 1999.
Auprès de Kadhafi, le président Mandela intervient plus particulièrement pour régler le procès de deux Libyens, accusés par les États-Unis et le Royaume-Uni de l'attentat de Lockerbie qui avait fait 270 victimes en 1988. Mandela est choisi par les gouvernements américain, anglais et saoudien. Dès 1992, Mandela propose de manière informelle au président George H. W. Bush de juger les Libyens dans un pays tiers. Bush accepte la proposition, ainsi que le président français François Mitterrand et le roi Juan Carlos Ier d'Espagne. En novembre 1994, six mois après son élection, Mandela propose que l'Afrique du Sud soit le pays qui héberge le procès, mais le Premier ministre britannique John Major rejette l'idée, disant que son gouvernement n'a pas confiance en une cour de justice étrangère. Mandela renouvelle son offre à Tony Blair en 1997. La même année, à la conférence des responsables des chefs de gouvernement du Commonwealth à Édimbourg, Mandela avertit qu'« aucune nation ne devrait être à la fois plaignante, procureur et juge ». Un compromis est trouvé pour un procès aux Pays-Bas et le président Mandela commence les négociations avec le colonel Kadhafi pour la remise des deux accusés Megrahi et Fhimah en avril 1999. Le 31 janvier 2001, Fhimah est acquitté, mais Megrahi est jugé coupable et condamné à vingt-sept ans de prison. Nelson Mandela lui rend visite en juin 2002, visite à la suite de laquelle il dénonce ses conditions d'emprisonnement en isolement total. Megrahi est ensuite transféré dans une autre prison et n'est plus soumis à une incarcération en isolement.
D'anciens collaborateurs de Mandela pensent qu'au-delà de la loyauté indéfectible que Mandela démontre pour ceux qui avaient aidé l'ANC lors de sa lutte contre l'apartheid, la décoration de l'ordre de Bonne Espérance était un moyen de montrer que l'Afrique du Sud avait une diplomatie qui n'excluait aucun État, mais surtout une tactique politique de Mandela afin de gagner la confiance de Kadhafi et d'obtenir de lui de commencer les négociations avec la communauté internationale afin de résoudre le conflit lié à l'attentat et lever les sanctions internationales contre la Libye.

##### Les relations avec les États-Unis
Les États-Unis parient sur la nouvelle Afrique du Sud pour bâtir une nouvelle politique efficace à partir de Johannesburg. Le pays est alors considéré comme l'un des dix pays prioritaires au monde et reçoit une aide massive (16 % de l'aide américaine à l'Afrique sub-saharienne en 1997). Le département d'État favorise d'ailleurs la formation de la nouvelle élite noire. Si les fréquents détours de Mandela en Libye agacent la Maison-Blanche, celle-ci parie en fait sur l'avenir et sur Thabo Mbeki, alors visiteur fréquent de Washington D.C.

##### Relations avec le dalaï-lama
Selon Robert A.F. Thurman, le dalaï-lama fut en contact avec Nelson Mandela, et l'incita à orienter le Congrès national africain dans la voie de la non-violence.
Le 21 août 1996, lors d'une visite au Cap, le dalaï-lama a rencontré Nelson Mandela, alors président de l'Afrique du Sud. Plus de 5 ans après la fin de son mandat, il le rencontra une seconde et dernière fois, le 5 novembre 2004, à Johannesburg. Le lendemain de la mort de Mandela, il écrit à sa famille avoir perdu « un ami cher » et saluant « un homme de courage, de principes et à l'intégrité incontestable. »

### Après la présidence
Comme il s'y était engagé lors de son élection, Nelson Mandela, qui était le plus vieux président, élu à l'âge de 75 ans, n'est pas candidat à un second mandat en 1999. Il se met en retrait de la vie politique, laissant la présidence de la République à Thabo Mbeki après la victoire de l'ANC (66,35 % des suffrages) aux élections générales (en progression de 4 % par rapport au score de l'ANC en 1994 tandis que le Parti démocratique supplante le Nouveau Parti national). Sa retraite n'est cependant pas inactive, il participe à de nombreuses œuvres caritatives et prend position sur de nombreux sujets liés à l'actualité nationale et internationale.

#### Implications caritatives

##### La fondation Nelson-Mandela
Pour continuer de lutter pour les valeurs qui lui tiennent à cœur, il crée un fonds d'aide à l'enfance en 1994 et la fondation Nelson-Mandela en 1999 pour favoriser l'éducation, le devoir de mémoire, et l'une de ses priorités, la lutte contre le sida. La fondation est financée en partie par une série de concerts internationaux, les concerts 46664.

##### La lutte contre le Sida
Nelson Mandela entre en conflit ouvert avec son successeur Thabo Mbeki à propos du sida, lui reprochant, en 2002, de « continuer à débattre alors que des gens meurent », quand Mbeki remet encore en question le lien entre le virus de l'immunodéficience humaine (VIH) et le sida. Il participe à plusieurs conférences internationales contre le sida et s'exprime plusieurs fois sur ce sujet, notamment à l'occasion de la mort de son fils, le 6 janvier 2005, victime du sida,. Selon l'Indice de développement humain du Programme des Nations unies pour le développement, l'Afrique du Sud a reculé de trente-cinq places dans le classement mondial entre 1990 et 2005, principalement à cause de l'épidémie de sida.

##### Soutiens divers
Mandela devient le porte-parole de nombreuses organisations d'aide sociale ou de défense des droits de l'homme. Il soutient le mouvement international Make Poverty History duquel fait partie la campagne ONE. Le tournoi de golf de charité Nelson Mandela, soutenu par Gary Player, a rapporté plus de vingt millions de rands pour l'aide à l'enfance depuis sa création en 2000. Mandela soutient également SOS Villages d'enfants, la plus grande organisation mondiale dévolue à l'éducation des enfants orphelins ou abandonnés.
Il est intervenu personnellement et avec succès pour que son pays soit désigné en 2004 pays organisateur de la Coupe du monde de football de 2010. Initialement prévu à la cérémonie d'ouverture, il n'y assiste pas, endeuillé par la mort de son arrière-petite-fille Zenani. Il fait en revanche une courte apparition à la cérémonie de clôture le 11 juillet 2010.

#### Interventions dans la vie politique sud-africaine
Nelson Mandela soutient toujours l'ANC après sa présidence. En 2008, il refuse de se prononcer sur les divisions du parti et annonce qu'il ne soutiendra aucun candidat lors des élections générales de 2009, déclarant qu'il « ne souhaitait pas être mêlé aux combines et aux divisions qui pointent au sein de l'ANC ». Dans un premier temps, il ne fait donc pas de campagne publique pour Jacob Zuma, le président de l'ANC candidat à la présidence du pays, qui fut poursuivi en justice pour plusieurs affaires et qui fait face à une opposition revigorée menée par Helen Zille et au Congrès du Peuple, une dissidence d'une faction de l'ANC regroupant d'anciens partisans de Thabo Mbeki. Mais finalement, Mandela prend parti en faveur de Zuma à l'occasion de deux rassemblements. Le premier a lieu en février 2009 dans le Cap-Oriental. Par la voix de son petit-fils, Nelson Mandela y confirme son appartenance et son soutien à l'ANC et concrètement son engagement en faveur de Jacob Zuma, ce que refusera de faire Thabo Mbeki. Le second rassemblement en faveur de Zuma auquel Mandela participe, au côté de son ex-femme Winnie Mandela, a lieu le 19 avril 2009, à trois jours des élections générales. Il s'agit alors du dernier grand rassemblement public de l'ANC réunissant quelque cent vingt mille personnes dans un stade de Johannesburg. Dans le discours diffusé qu'il a fait enregistrer, Mandela rappelle au parti ses objectifs principaux qui sont la lutte contre la pauvreté et « la construction d'une société unie et non raciale ».

#### Interventions dans la politique internationale

##### Médiateur pour la paix au Burundi
Nelson Mandela devient médiateur au Burundi en février 2000, où il remplace le président tanzanien Julius Nyerere, mort peu avant, et qui avait commencé les négociations en 1998. La guerre civile et le génocide au Burundi avaient fait des dizaines de milliers de morts et des centaines de milliers de réfugiés. Les accords de paix sont signés en août 2000, mais Mandela refuse ensuite d'être médiateur au Kosovo et en république démocratique du Congo mettant en avant son âge avancé face au poids de négociations extrêmement fatigantes.

##### Opposition à la guerre d'Irak et à George W. Bush

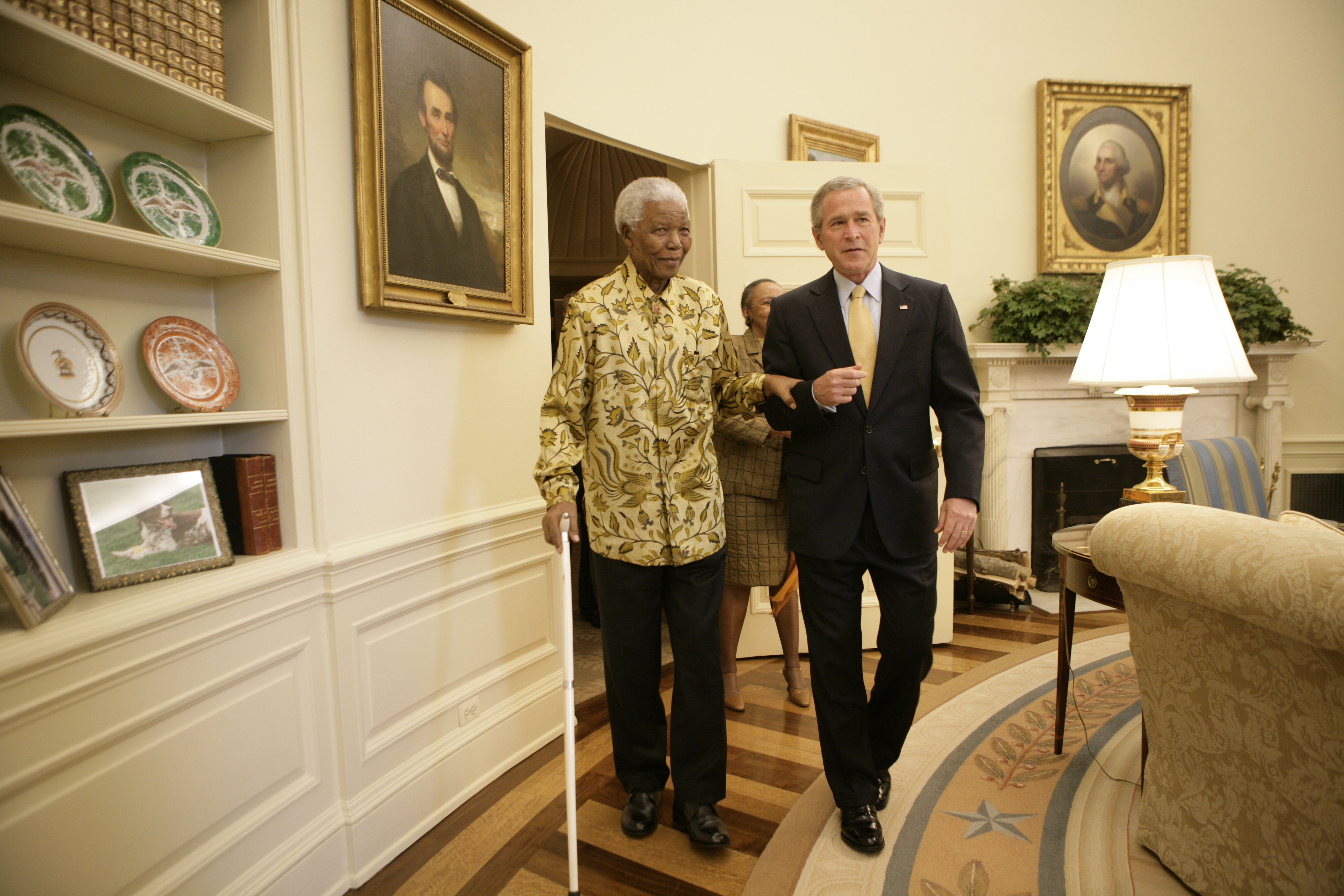
Nelson Mandela et le président américain George W. Bush dans le Bureau ovale de la Maison-Blanche en mai 2005.

En novembre 2001, Nelson Mandela avait présenté ses condoléances à la suite des attentats du 11 septembre et soutenu les opérations en Afghanistan. En juillet 2002, le président George W. Bush l'avait décoré de la médaille présidentielle de la Liberté, l'appelant « l'homme d'État le plus révéré de notre temps ». Mais, en 2002 et 2003, il critique la politique étrangère du président Bush dans plusieurs discours. En janvier 2003, dans un discours prononcé à l'International Women's Forum, Mandela s'oppose fermement à l'attaque des États-Unis et de leurs alliés contre l'Irak, déclenchant la guerre du même nom sans l'aval des Nations unies. Il accuse le président George W. Bush de vouloir « plonger le monde dans l'holocauste », l'accusant d'arrogance et de manque de vision et d'intelligence. Il pense que cette action va diminuer l'influence des Nations unies, soulignant que lui-même aurait soutenu une action contre l'Irak si cela avait été demandé par les Nations unies, et encourage le peuple américain à manifester contre la guerre et les pays dotés d'un droit de véto au conseil de sécurité à l'utiliser. Nelson Mandela accuse Bush d'aller en Irak seulement pour le pétrole, et insinue que la politique de Georges W. Bush et de Tony Blair, alors Premier ministre britannique, ignore les recommandations du secrétaire général Kofi Annan et sont motivées par le racisme. Il attaque les États-Unis sur leur passé de violations des droits de l'homme et pour les bombardements atomiques de Hiroshima et Nagasaki lors de la Seconde Guerre mondiale.
« S'il y a un pays dans le monde qui a commis des atrocités indescriptibles, ce sont les États-Unis d'Amérique. Ils s'en fichent. »
En 2007, le président George Bush compare la situation en Irak à celle de l'Afrique du Sud et impute le chaos en Irak à Saddam Hussein, ironisant sur le fait que celui-ci avait empêché l'émergence d'un dirigeant unificateur comme Mandela. Il ajoute que « Nelson Mandela est mort parce que Saddam Hussein a tué tous les Mandela », voulant ainsi marquer l'absence d'un Mandela irakien ; des auditeurs crurent alors que Nelson Mandela lui-même était effectivement mort, ce qui fut démenti par la fondation Nelson-Mandela.

##### Zimbabwe et Robert Mugabe
En 2000, Nelson Mandela critique le président du Zimbabwe, Robert Mugabe. Mugabe préside depuis vingt ans aux destinées de l'ancienne colonie britannique de Rhodésie du Sud. Il a été très critiqué internationalement pour sa politique répressive, son népotisme et son administration incompétente responsable de l'effondrement économique du pays,.
Mandela lui reproche de s'accrocher au pouvoir après vingt ans de mandat et de favoriser le recours à la violence contre les fermiers blancs, propriétaires de la plus grande partie des terres commerciales du pays. En 2007, Mandela essaie de persuader Mugabe de quitter le pouvoir « plus tôt que plus tard », « avec un minimum de dignité », avant d'être « poursuivi comme l'ancien dictateur Augusto Pinochet ». Il engage les Global Elders avec Kofi Annan comme médiateur, mais Mugabe ne fait aucune réponse à ces approches. En juin 2008, au plus fort de la crise de l'élection présidentielle zimbabwéenne, Nelson Mandela condamne « le tragique manque de leadership » au Zimbabwe.

##### Conflit israélo-palestinien
En 1999, lors d'une visite en Israël et dans la bande de Gaza, Nelson Mandela demande qu'Israël se retire des territoires occupés, mais aussi que les pays arabes reconnaissent le droit à Israël d'exister au sein de frontières sûres. Mandela souligne que « cette visite a été faite pour guérir les vieilles blessures causées par les liens entre l'État juif et l'ancien régime de l'apartheid en Afrique du Sud ». Alors qu'il était président en 1997, à l'occasion de la journée internationale de solidarité avec le peuple palestinien, Nelson Mandela avait envoyé un message de soutien officiel à Yasser Arafat et aux Palestiniens pour leur autodétermination et l'établissement d'un État indépendant dans le cadre du processus de paix.
En 1990, face aux inquiétudes de la communauté juive américaine, Nelson Mandela avait déjà défendu ses liens avec Yasser Arafat et l'OLP qui avaient historiquement toujours soutenu la cause de l'ANC. Il précise alors son organisation s'identifie à l'OLP parce qu'elle combat comme eux pour l'autodétermination, mais que l'ANC n'avait jamais remis en question le droit de l'État d'Israël à exister, mais en dehors des territoires occupés. Auparavant, Nelson Mandela avait comparé la lutte des Palestiniens à celle des Noirs sud-africains. Le conseil des Global Elders, dont fait partie Mandela, condamne comme « complètement inexcusable » l'abordage de la flottille pour Gaza par l'armée israélienne qui a fait plusieurs morts civils le 31 mai 2010 et demande la fin du blocus de la bande de Gaza, rappelant que la moitié de son million et demi d'habitants a moins de 18 ans et que le blocus est « internationalement illégal et contre-productif car favorisant les extrémistes ».

##### Conseil desGlobal Elders
Le 18 juillet 2007, à l'initiative du milliardaire Richard Branson et du musicien Peter Gabriel, Nelson Mandela, Graça Machel et Desmond Tutu organisent à Johannesburg une assemblée de dirigeants influents du monde entier qui veulent contribuer, à l'aide de leur expérience et de leur sagesse, à résoudre les problèmes les plus importants de la planète. Nelson Mandela annonce la formation de ce conseil des Global Elders (les anciens, ou sages, universels) dans un discours lors de son quatre-vingt-neuvième anniversaire. Desmond Tutu est président du conseil et ses membres fondateurs incluent également Kofi Annan, Ela Bhatt, Gro Harlem Brundtland, Jimmy Carter, Li Zhaoxing, Mary Robinson et Muhammad Yunus.
Mandela explique que « ce groupe peut parler librement et avec audace, travaillant aussi bien de manière publique que de manière officieuse sur toutes sortes de mesures qui doivent être prises. Nous travaillerons ensemble pour soutenir le courage là où il y a la peur, pour encourager la négociation là où il y a le conflit, et donner l'espoir là où règne le désespoir ».

#### Commercialisation de son image et litige juridique
Nelson Mandela fait aussi l'objet d'une commercialisation de son image qui va de la vente de tee-shirts à son effigie, de cinq cents livres publiés à son sujet, mais aussi d'objets liés à ses fondations contre la pauvreté et le sida, que certains Sud-Africains considèrent comme un excès de consumérisme ou une iconisation à la Che Guevara. Mandela demande que son visage soit retiré de tous les produits mis en vente par sa fondation.
En mai 2005, Nelson Mandela demande à Ismail Ayob, son avoué et ami depuis trente ans, d'arrêter la vente des lithographies signées Mandela et de comptabiliser le produit des ventes. Le conflit mène à des poursuites judiciaires de la part de Mandela. Ayob clame son innocence, mais le conflit refait la une en 2007, quand Ayob promet en justice de rembourser 700 000 rands au fonds d'investissement de Mandela, qu'il avait transférés sans autorisation à un fonds pour les enfants et petits-enfants de Mandela, et lui fait des excuses publiques.

#### Autres événements
Dans une lettre à Edward Zwick, le réalisateur du film Blood Diamond, Nelson Mandela exprime sa crainte que le public fasse l'amalgame entre les diamants de conflits dénoncés par le film, exploités en temps de guerre et au détriment des populations, et les diamants légalement extraits des mines d'Afrique du Sud, et que cela pénalise les exploitations minières du pays. Le magazine américain The New Republic pense au contraire que cette lettre favorise les producteurs de diamants de conflits, et que la démarche de Mandela est motivée par l'intérêt national et son amitié avec l'ancien directeur de De Beers.

#### Santé et mort
En juillet 2001, Nelson Mandela est soigné par radiothérapie pendant sept semaines pour un cancer de la prostate. À l'âge de 85 ans, en juin 2004, Mandela annonce qu'il se retire de la vie publique : sa santé décline et il veut passer plus de temps avec sa famille. Il dit qu'il ne veut pas se cacher du public, mais qu'il veut être dans la posture « de vous appeler pour demander si je suis le bienvenu, plutôt que d'être appelé pour intervenir ou participer à des événements. Ma demande est donc : ne m'appelez pas, je vous appellerai. » À mesure que les années passent, Nelson Mandela prend de moins en moins position sur les problèmes internationaux et nationaux.
Le quatre-vingt-dixième anniversaire de Nelson Mandela, le 18 juillet 2008, est célébré dans tout le pays avec un concert hommage à Hyde Park dans le cadre de la série de concerts 46664, dont le nom vient du numéro de prisonnier de Mandela. Dans son discours d'anniversaire, Mandela demande aux personnes riches d'aider les pauvres du monde entier. En juillet 2010, il effectue sa dernière apparition publique lors de la finale de la coupe du monde de football.
Des journalistes en 2011 indiquent qu'il est atteint de démence liée à son âge,. En juin 2013, souffrant d'infection pulmonaire récidivante, probable séquelle d'une tuberculose contractée lors des 27 années passées en prison, Nelson Mandela est placé sous assistance respiratoire, entre la vie et la mort. Son état s'étant légèrement amélioré, il est néanmoins ramené à son domicile dans un état critique en septembre de cette même année.
Le président sud-africain Jacob Zuma annonce sa mort le 5 décembre 2013 à 22 h 45 lors d'une allocution solennelle. Le chef d'État précise que Mandela est mort « paisiblement » dans sa maison, à l'âge de 95 ans, entouré des siens. Jacob Zuma a également annoncé l'organisation de funérailles nationales, demandant la mise en berne des drapeaux sud-africains à partir du 6 décembre jusqu'après ces funérailles.
L'ensemble de la communauté internationale s'émeut de la nouvelle[non neutre], de nombreuses personnalités, dont le secrétaire général de l'ONU Ban Ki-Moon, rendent hommage de façon unanime à Mandela pour les combats qu'il a menés tout au long de sa vie.

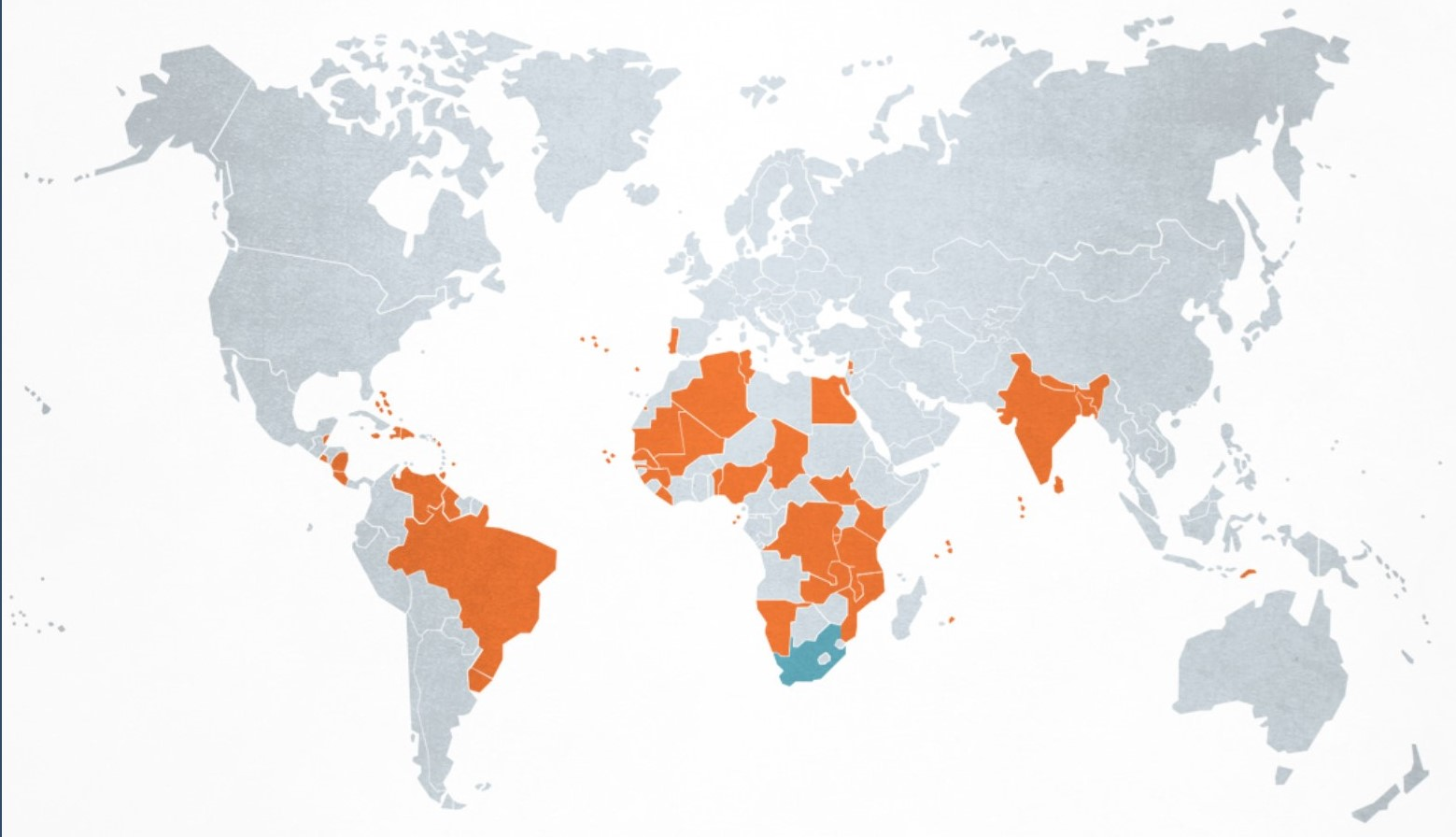
Carte des pays déclarés en deuil national à la suite de la mort de Nelson Mandela.

Cinquante-trois pays ont déclaré au moins un jour de deuil national.

#### Funérailles
La cérémonie officielle d'hommage de Nelson Mandela a lieu le 10 décembre 2013 au FNB Stadium de Soweto. Une centaine de chefs d'État et de gouvernement a fait le déplacement afin de lui rendre un dernier hommage, notamment le président Obama qui est le seul chef d’État étranger à avoir pu prononcer un discours officiel. Les funérailles nationales ont eu lieu le 15 décembre 2013. Il est inhumé dans le village de Qunu situé à une trentaine de kilomètres de son lieu de naissance et dans lequel il passa une partie de son enfance,.
En décembre 2017, un rapport de la commission anticorruption sud-africaine révèle que 300 millions de rands — prévus pour des projets humanitaires — furent détournés par les organisateurs de ses funérailles.

## La pensée de Nelson Mandela

### Inspirations: de la résistance non violente à la lutte armée

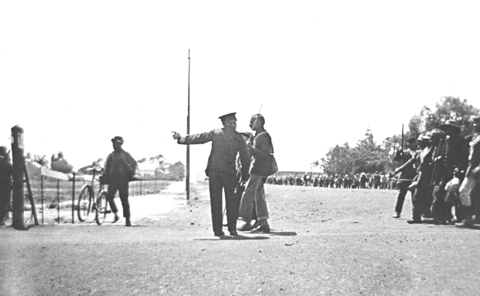
Les méthodes non violentes de Gandhi avaient inspiré Nelson Mandela (face-à-face d'un policier et de Gandhi alors qu'il mène la grève des mineurs indiens en Afrique du Sud, 1913).

Mandela, qui a adhéré dès sa première année d'université à la doctrine de non-violence de Gandhi, continue à lui rendre hommage des années plus tard en se rendant, en 1990, à New Delhi, puis en y retournant en janvier 2007 pour le centième anniversaire de l'introduction de la satyagraha en Afrique du Sud.
Nelson Mandela, dans un essai sur Gandhi, explique l'influence de la pensée gandhienne et son influence sur sa politique en Afrique du Sud :
« Il cherche un ordre économique, une alternative au capitalisme et au communisme, et trouve cela dans la sarvodaya basée sur la non-violence (ahimsa). Il rejette la survie du plus apte de Darwin, le laissez-faire d'Adam Smith et la thèse de Karl Marx sur l'antagonisme naturel entre le capital et le travail, et se concentre sur l'interdépendance entre les deux. Il croit en la capacité humaine de changer et utilise la satyagraha contre l'oppresseur, non pour le détruire, mais pour le transformer, afin qu'il cesse son oppression et rejoigne l'opprimé dans la recherche de la vérité.

Nous, en Afrique du Sud, avons établi notre nouvelle démocratie de manière relativement pacifique sur la base de ces pensées, que nous ayons été influencés ou non directement par Gandhi. »
Pour l'écrivain sud-africain André Brink, qui a rencontré plusieurs fois Mandela, la non-violence de celui-ci est plus un principe qu'une idéologie. Mandela affirme dans son autobiographie que la non-violence est une stratégie, une décision pragmatique après la revue des différentes options.
L'absence de résultats de la lutte non violente et le massacre de Sharpeville font passer Mandela à la lutte armée, après qu'il eut essayé de suivre la stratégie gandhienne aussi longtemps qu'il le pouvait. Il exécute d'abord une campagne de sabotage puis, si celle-ci ne suffisait pas, il planifie une guérilla comme dernier recours,. Le succès de la révolution cubaine et les ouvrages de Che Guevara qu'il a lus l'inspirent, et il admire le personnage. En 1991, lors d'une visite à La Havane, Mandela dit que « les exploits de Che Guevara dans notre continent étaient d'une telle ampleur qu'aucune prison ou censure ne pouvait nous les cacher. La vie du Che est une inspiration pour tous les êtres humains qui aiment la liberté. Nous honorerons toujours sa mémoire. »

### Le pouvoir du dialogue et de la réconciliation
Cependant, alors que la violence entre le régime de l'apartheid et l'ANC fait de nombreuses victimes, Nelson Mandela, alors en prison, arrive à une autre conclusion : « Pour faire la paix avec un ennemi, on doit travailler avec cet ennemi, et cet ennemi devient votre associé. »
Pendant une réunion capitale entre l’ANC et les généraux retraités de la South African Defence Force et des services de renseignement, Nelson Mandela déclare que « si vous voulez la guerre, je dois admettre honnêtement que nous ne pourrons pas vous affronter sur les champs de bataille. Nous n’en avons pas les moyens. La lutte sera longue et âpre, beaucoup mourront, le pays pourrait finir en cendres. Mais n’oubliez pas deux choses. Vous ne pouvez pas gagner en raison de notre nombre : impossible de nous tuer tous. Et vous ne pouvez pas gagner en raison de la communauté internationale. Elle se ralliera à nous et nous soutiendra ». Le général Constand Viljoen et Mandela se regardent alors et comprennent la réalité de leur dépendance mutuelle. Pour l'écrivain sud-africain Njabulo Ndebele, l'échange résume l’une des causes de la création de la Commission vérité et réconciliation. Il conclut que, « à la base de tout compromis, il faut que les parties en conflit soient disposées à renoncer à leurs objectifs inconciliables, et tendent ensuite vers un accord qui puisse procurer des avantages substantiels aux uns et aux autres. »
Pour Mandela, la liberté nouvelle ne doit pas se faire aux dépens de l'ancien oppresseur, autrement cette liberté ne servirait à rien : « Je ne suis pas vraiment libre si je prive quelqu'un d'autre de sa liberté. L'opprimé et l'oppresseur sont tous deux dépossédés de leur humanité. »
C'est la garantie donnée aux Blancs qu'ils ne deviendraient pas à leur tour opprimés une fois que la majorité noire aurait pris le pouvoir qui permet aux négociations d'aboutir. « La vérité, c’est que nous ne sommes pas encore libres ; nous avons seulement atteint la liberté d’être libres, le droit de ne pas être opprimés […]. Car être libres, ce n’est pas seulement se débarrasser de ses chaînes ; c’est vivre d’une façon qui respecte et renforce la liberté des autres. »

#### Alliés de Mandela du temps de l'apartheid
Le dialogue n'implique pas seulement de négocier avec son ennemi, mais aussi de ne pas couper le contact avec d'anciens amis souvent condamnés par la communauté internationale. En 1998, Nelson Mandela rappelle au président Bill Clinton, lors d'un discours à ses côtés à Tuynhuys dans sa résidence du Cap, qu'à l'époque où les États-Unis soutenaient l'apartheid, d'autres pays luttaient contre la ségrégation raciale. Mandela lui explique que « l'un des premiers chefs d’État que j'ai invité dans ce pays a été Fidel Castro… et j'ai aussi invité le frère Mouammar Kadhafi. Je fais cela à cause de notre autorité morale, qui nous dit que nous ne devons pas abandonner ceux qui nous ont aidés aux moments les plus sombres de notre histoire ». Il dit que « l'Afrique du Sud ne sera pas forcée d'abandonner ses alliés iraniens, libyens et cubains, ennemis des États-Unis ». Il rappelle également qu'« il n'a pas besoin du soutien du président des États-Unis lorsqu'il s'agit de politique étrangère. Fidel Castro, le président de Cuba d'alors et Hachemi Rafsandjani l'ancien président d'Iran ont été parmi les premiers chefs d'État invités dans la nouvelle Afrique du Sud », ou encore que « J'ai également invité (Mouammar) Kadhafi... parce que l'autorité morale nous dicte de ne pas abandonner ceux qui nous ont aidé pendant les plus sombres heures ». Ce discours fait suite à une des visites de Mouammar Kadhafi en Libye, le 23 octobre 1997, pendant lequel les États-Unis l'avaient menacé. Il avait alors remercié Kadhafi d'avoir entrainé l'ANC. Les journaux occidentaux ont décrit cette visite comme un « saint qui rencontre un chien enragé », mais dans son discours à Tripoli, Mandela rappelle qu'il était heureux de rencontrer de nouveau ceux qui ont aidé le mouvement antiapartheid, tout en rappelant qu'au même moment, les Nations « occidentales » soutenaient les Blancs d'Afrique du Sud et leur apartheid. Mandela rend une autre visite à Kadhafi, ainsi qu'au Parlement de Libye, le 19 mars 1999.

### Ubuntu, «nous sommes les autres»«nous sommes donc je suis»
Nelson Mandela adhère à l'éthique et la philosophie humaniste africaine d'Ubuntu, avec laquelle il a été élevé. Ce mot, issu des langues bantoues et non traduisible directement, exprime la conscience du rapport entre l'individu et la communauté et est souvent résumé par Mandela avec le proverbe zoulou « qu'un individu est un individu à cause des autres individus », ou comme défini par l'archevêque anglican Desmond Tutu, auteur d'une théologie ubuntu« mon humanité est inextricablement liée à ce qu'est la vôtre ». Cette notion de fraternité implique compassion et ouverture d'esprit et s'oppose au narcissisme et à l'individualisme. Mandela explique lui-même cet idéal dans une vidéo pour le système d'exploitation libre du même nom :
« (Respect. Serviabilité. Partage. Communauté. Générosité. Confiance. Désintéressement. Un mot peut avoir tant de significations) C'est tout cela l'esprit d'Ubuntu. Ubuntu ne signifie pas que les gens ne doivent pas s'occuper d'eux-mêmes. La question est donc, est-ce que tu vas faire cela de façon à développer la communauté autour de toi et permettre de l'améliorer ? Ce sont les choses importantes dans la vie. Et si on peut faire cela, tu as fait quelque chose de très important qui sera apprécié. »
Ubuntu a marqué la constitution de 1993 et la loi fondamentale de 1995 sur la promotion de l'unité nationale et de la réconciliation. Quand il a créé la ligue de jeunesse de l'ANC en 1944, le manifeste du mouvement souligne que, « à l'inverse de l'homme blanc, l'Africain voit l'univers comme un tout organique qui progresse vers l'harmonie, où les parties individuelles existent seulement comme des aspects de l'unité universelle ».
Ubuntu est considéré par Nelson Mandela comme la philosophie d'aider les autres, mais aussi de voir le meilleur en eux, principe qu'il applique tout au long de sa vie : « les gens sont des êtres humains, produits par la société dans laquelle ils vivent. Vous encouragez les gens en voyant ce qui est bon en eux ». C'est également pour lui une notion historique, l'invasion des colons blancs qui dépossèdent le peuple Xhosa de ses terres et de sa société démocratique coïncidant avec la perte de l'ubuntu ancestral.

### Lutte contre la ségrégation raciale, l'oppression et la pauvreté
Opposé à la domination d'une ethnie sur une autre, comme il l'avait déclaré à Rivonia, Nelson Mandela condamne en 2001 certaines personnalités noires qui font des remarques racistes sur la minorité des Indiens, et s'inquiète de la « polarisation raciale » de la politique qui provoque la peur des minorités. Appelant l'ANC à régler la situation, il blâme au passage l'organisation, soulignant que « certains commentaires de certains dirigeants de l'ANC n'avaient pas amélioré la situation ». Il condamne également les émeutes de la majorité noire contre les immigrés des autres pays africains qui ont lieu dans tout le pays en 2008 : « Rappelez-vous l'horreur de laquelle nous venons ; n'oubliez jamais la grandeur d'une nation qui a réussi à vaincre ses divisions et à arriver où elle est ; et ne vous laissez jamais à nouveau entraîner dans cette division destructrice, quels qu'en soient les enjeux. »
Pour Nelson Mandela, l'oppression découle du racisme : « Un homme qui prive un autre homme de sa liberté est prisonnier de la haine, des préjugés et de l'étroitesse d'esprit. »
Il compare l'injustice de la pauvreté et des inégalités à l'apartheid : « La pauvreté massive et les inégalités obscènes sont des fléaux de notre époque qui ont leur place à côté de l'esclavage et de l'apartheid. » Lors d'un discours pour la réception du prix Ambassadeur de la conscience remis par Amnesty International, Nelson Mandela déclare que « vaincre la pauvreté n'est pas un geste de charité. C'est un acte de justice ». En 2000, pour le dixième anniversaire de sa libération, il mentionne encore que « personne ne pourra se reposer en paix tant que des gens seront courbés par le poids de la faim, des maladies, du manque d'éducation, et tant que des millions d'autres personnes à travers le monde vivront dans l'insécurité et la crainte quotidienne. »
Nelson Mandela a aussi milité sur la place des personnes handicapées dans la société sud-africaine. Et pour cause : lui-même, atteint de surdité, conséquence sans doute de ses traitements contre la tuberculose, portait un appareil auditif.

## Héritage

### Une popularité célébrée au niveau international
En Afrique du Sud, Nelson Mandela bénéficie d'une très grande et consensuelle popularité : en septembre 2004, lors d'une émission spéciale de la télévision sud-africaine sur les 100 plus grands sud-africains, il est cité en première place.
Pour Desmond Tutu, également prix Nobel de la paix, il est une « icône mondiale de la réconciliation » et un « colosse moral ». L'écrivaine Nadine Gordimer le compare à Gandhi comme « l'un des deux plus indiscutables magnifiques personnages du dernier millénaire. »
Pour illustrer son importance pour les Sud-Africains, le magazine Newsweek, écrit : « il est le libérateur national, le sauveur, leur Washington et Lincoln en un seul homme. » Nelson Mandela est affectueusement appelé par les Sud-Africains « Madiba », son nom de clan, qui est également le nom qu'il préfère que l'on utilise.
Pour Dominique Darbon, professeur de sciences politiques spécialisé sur l'Afrique, Nelson Mandela « est le père de la nation qui fixe les nouveaux standards, pose les balises de la nouvelle nationalité, tranche les conflits ouverts polarisés sur les symboles identitaires ». Ce poids politique et idéologique de Mandela dans la création de l'État peut cependant être un problème pour la jeune nation, comme le souligne Robert Schrire, directeur du département de science politique de l'université du Cap : « L'Afrique du Sud a eu la chance d'avoir Nelson Mandela comme premier dirigeant démocratique. Mais aucune société ne peut baser son avenir sur la supposition de la sagesse et de l'altruisme d'un dirigeant. » Pour le journaliste et professeur spécialiste de l'Afrique Stephen Smith, pendant sa longue retraite, « Mandela restera un recours possible, le père de la nation arc-en-ciel. »
Dans la communauté internationale, Nelson Mandela est présenté comme une « incarnation de la non-violence à l'échelon planétaire. », « un des anciens hommes d'État les plus respectés au monde », et est « considéré comme le père de l'Afrique du Sud moderne ». À l'occasion de ses 91 ans, le président américain Barack Obama déclare à propos de Mandela que « sa vie nous enseigne que l'impossible peut se réaliser » et le secrétaire général de l'ONU Ban Ki-moon qu'il est « un citoyen du monde exemplaire » et « l'incarnation vivante des plus hautes valeurs des Nations unies. Son engagement envers une Afrique du Sud démocratique, multiraciale ; sa poursuite tenace de la justice ; sa volonté de se réconcilier avec ceux qui l'ont le plus persécuté — ce sont certaines des caractéristiques d'un homme remarquable ». Pour le président français Nicolas Sarkozy, « Nelson Mandela représente un espoir pour l'humanité. C'est un homme qui est responsable de la réussite exceptionnelle de l'Afrique du Sud, de cette coexistence multi-ethnique. C'est un symbole pour beaucoup d'entre nous. » Pour Abdou Diouf, le président de l'Organisation internationale de la francophonie, Nelson Mandela est « le plus grand homme encore vivant sur Terre ».

### Polémiques sur l'héritage politique

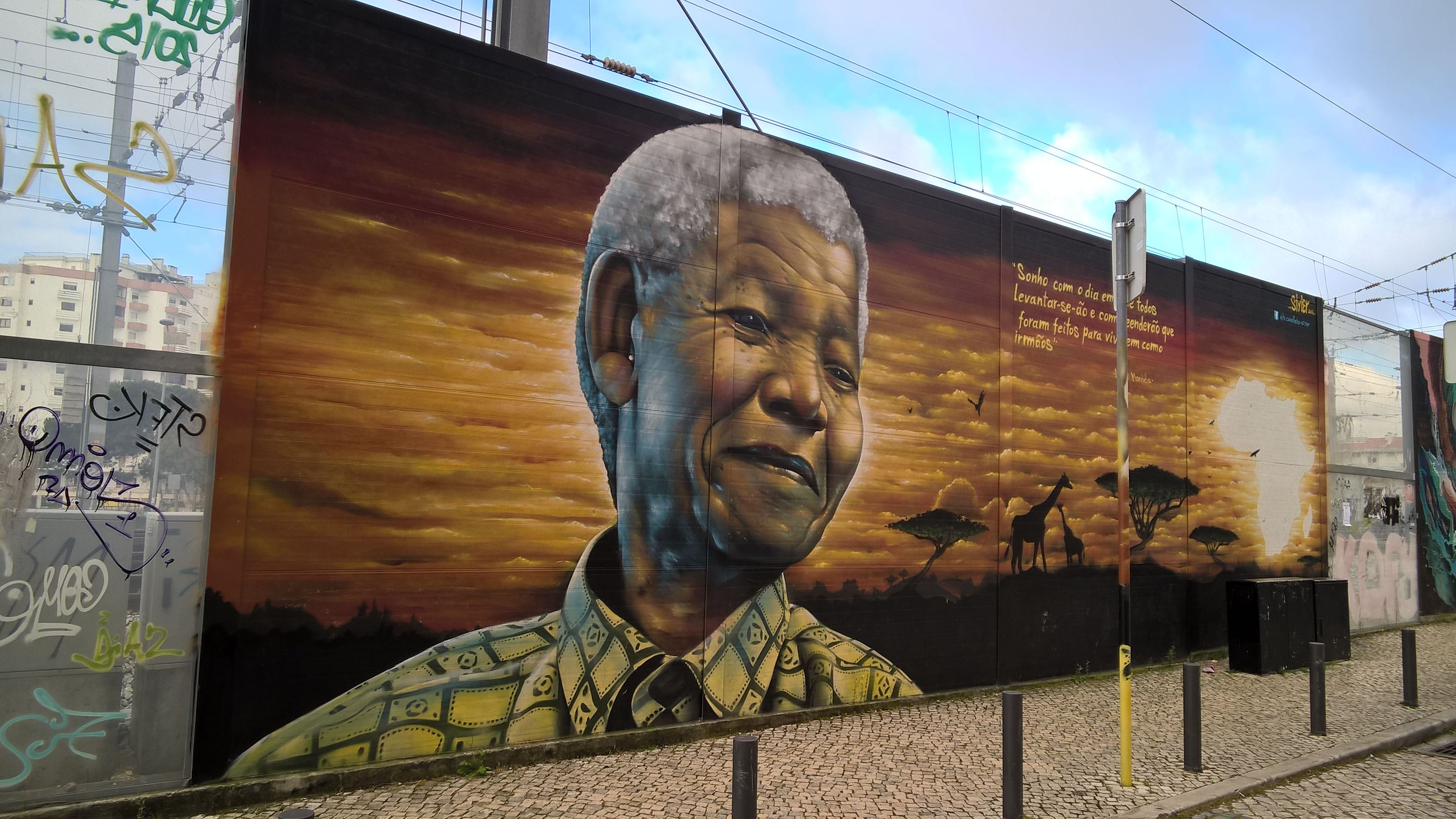
Peinture de rue à l'effigie de Nelson Mandela, rue Afonso de Albuquerque à Agualva-Cacém (Portugal).

Selon le politologue sud-africain William Gumede, dans les townships qui n'ont pas vu leur situation économique s'améliorer depuis la fin de l'apartheid, « Mandela est accusé d'avoir trahi son peuple, tandis qu'une partie de la population lui reproche de n'être pas resté plus longtemps au pouvoir. » Le fait qu'il continue à s'entourer de Blancs est aussi mal vécu par certains Noirs. En 2005, la redistribution des terres est au point mort et soixante mille Blancs possèdent toujours 80 % des surfaces cultivables. En 2010, même si l'extrême pauvreté a reculé (22 % de la population contre 31 % en 1995), les inégalités se sont accrues, l'Afrique du Sud devenant un des pays les plus inégalitaires au monde, et ce sont surtout les Blancs qui se sont enrichis, leurs revenus progressant plus de deux fois plus que celui des Noirs.
En 2008, après l'assassinat de son neveu à son domicile de Pretoria, l'écrivain sud-africain André Brink déplore également que Mandela n'ait effectué qu'un seul mandat, et, pessimiste pour l'avenir du pays, dénonce l'incompétence des forces de police, mais aussi « l'incompétence, l'irresponsabilité, la corruption » des dirigeants du pays et la « démagogie » des principaux chefs de l'ANC. En 2009, l'écrivain, ancien militant antiapartheid et compagnon de Mandela, Breyten Breytenbach, évoque sa déception vis-à-vis de l'ANC qui a vu, depuis son arrivée au pouvoir, l'augmentation de la corruption et des inégalités, et de l'identification de celle-ci par les Sud-Africains à Nelson Mandela, même après sa retraite politique. En mai 2010, Desmond Tutu déclare que c'est presque un soulagement que Mandela ne soit pas complètement conscient du niveau de corruption et des « discours de caniveau » qui règnent au sein de l'ANC, sans quoi il serait très blessé. Il pense qu'ils étaient naïfs de croire que l'altruisme des années de lutte allait se transférer à la jeune démocratie.
Après le quasi doublement de la grande criminalité durant la direction de Mandela, à cause d'un fort chômage surtout chez les Noirs qui monte à 42 % contre 4 % chez les Blancs, en 1999, en 2010 le nombre d'homicides revenait au plus bas depuis la fin de l'apartheid, passant de 27 000 à 16 834. En 2010, le taux d'homicide reste encore vingt fois plus élevé qu'en Angleterre. Johan Burger, ancien policier et chercheur au South Africa's Institute for Security Studies, déclare que le taux d'homicide en baisse de 44 % entre 1995 et 2010, reste très élevé dans certaines zones, la plupart des meurtres ayant lieu dans les townships pauvres, la plupart des victimes étant des jeunes Noirs. De plus, l'Afrique du Sud détient le record mondial du nombre de viols ; les cambriolages sont en augmentation,. Burger impute cette situation à l'histoire violente du pays liée aux mouvements de libération, à l’accroissement de plus en plus visible des inégalités et à l'absence de compromis entre la discrimination positive, à son sens nécessaire, et la sauvegarde des compétences.
La politique de discrimination positive débutée sous la présidence de Nelson Mandela et visant à promouvoir une meilleure représentation de la majorité noire dans les différents secteurs économiques du pays a permis la création d'une classe moyenne noire d'un ou deux millions d'individus sur une population de quarante millions. Elle est critiquée, car elle ne favorise que ceux qui sont diplômés, vivant dans des centres urbains et a contraint, avec la criminalité, 16,1 % des Sud-Africains blancs, souvent les plus diplômés et qui en ont les moyens, à quitter le pays entre 1994 et 2006, ceux-ci se sentant à leur tour discriminés. La loi sur « l'embauche équitable » votée en 1999 a incité, par des primes, les départs de milliers de fonctionnaires blancs qualifiés et a coûté plus de cent millions d'euros à l'État. En août 2008, des membres de la nouvelle direction de l'ANC, mise en place par Jacob Zuma, reconnaissent, auprès des entrepreneurs et des représentants de la minorité blanche, les errements pratiqués dans le domaine de la discrimination positive et font la promesse d'infléchir cette politique. Quelques centaines de milliers de Blancs[réf. nécessaire], souvent les moins qualifiés et autrefois protégés par les lois du système racial, sombrent dans la misère et la nostalgie de l'ordre ancien[réf. nécessaire]. Le taux de chômage des Noirs demeure cinq fois plus élevé que celui des Blancs qui sont toujours privilégiés[réf. nécessaire]. Pour le politologue Achille Mbembe de l'université Witwatersrand de Johannesburg, l'entrée des Blancs dans la pauvreté est le signe que la société sud-africaine devient de plus en plus démocratique et égalitaire.[réf. nécessaire]
L'épidémie de sida, qui a fait baisser l'espérance de vie moyenne des Sud-Africains de 64,1 à 53,2 ans de 1995 à 1998 pendant la présidence de Mandela, a été ensuite très gravement négligée par le président Thabo Mbeki jusqu'en 2008 et, en 2010, l'Afrique du Sud est le pays le plus contaminé du monde avec cinq millions sept cent mille séropositifs et trois cent cinquante mille morts ces dernières années. Les Noirs ont aussi été défavorisés à cause d'un système de santé inégal hérité de l'apartheid.
En 2010, Winnie Madikizela-Mandela, dans un entretien, reproche à son ancien mari d'avoir accepté de partager le prix Nobel de la paix avec Frederik de Klerk et l'accuse d'avoir donné son accord à un mauvais arrangement et ainsi « d'avoir laissé tomber les Noirs et d'avoir favorisé l'économie blanche ». Elle fustige la politique menée lors de sa présidence et l'accuse d'être devenu pendant la période post-présidence « une fondation privée » et « une figure de proue pour sauver les apparences », prenant comme symbole l'élévation d'une grande statue de Nelson Mandela au beau milieu du quartier blanc de Sandton, le plus riche de Johannesburg et non à Soweto, lieu symbolique de la lutte contre l'apartheid. Elle critique également la Commission de la vérité et de la réconciliation qu'il avait autorisée et qui avait estimé en 1997 qu'elle avait « commis des violations grossières des droits de l'homme ». Winnie Madikizela-Mandela nie plus tard avoir accordé un entretien.
Pour l'hebdomadaire panafricain Les Afriques, la situation de 2010 est loin de l'héritage de Nelson Mandela : alors qu'il ne voulait pas qu'une race domine l'autre, les Noirs dominent les Blancs politiquement et les Blancs dominent les Noirs économiquement. Son programme de justice sociale a été abandonné. L'ANC est en proie aux querelles intestines et au populisme jouant sur les rivalités raciales, représenté par la nouvelle génération du parti incarnée par Julius Malema qui oublie les notions de dépassement de soi et de pardon. Lorsque Nelson Mandela est élu président de l'Afrique du Sud, il fait la promesse de construire une société dans laquelle les gens de différentes races pourraient vivre ensemble en paix et dans l'union. Quinze ans après, seulement 50 % des Sud-Africains estimaient dans une enquête que les relations entre les différents groupes raciaux dans le pays étaient meilleures que durant l'apartheid.
L'ancien représentant de la Chambre des communes Peter Hain pense que l'apartheid a laissé à Mandela et ses successeurs un très lourd héritage. Le massacre de Marikana montre que les inégalités de l'apartheid n'ont pas changé, une nouvelle élite noire a été cooptée par l'establishment blanc qui contrôle toujours l'économie. Cependant, Mandela et ses successeurs ont accompli beaucoup dans les domaines du logement et de l'éducation, et beaucoup plus aurait pu être accompli sans la corruption quasi institutionnelle. Pour Jacques Hubert-Rodier, éditorialiste en politique internationale aux Échos, même si le bilan socio-économique est contrasté, l'héritage de Nelson Mandela qui a permis l'instauration d'une démocratie multiraciale avec Frederik de Klerk est « immense » et « conserve une portée universelle ». Pour lui les Sud-Africains sont maintenant maîtres de leur destin comme dans le poème Invictus, ce qui est la vraie leçon de Mandela à son pays et au monde.

## Controverses

### Paradise Papers
L’ex-président d'Afrique du Sud Nelson Mandela a caché des millions de dollars américains à l'étranger. Après sa mort, un conflit a eu lieu pour les droits sur ces dépôts d'argent. L'origine de ces sommes n'est pas connue. L'affaire a été révélée dans les Paradise Papers qui contenaient des documents concernant un différend juridique entre l'ancien avocat du défunt président Ismail Ayob et les héritiers de Mandela.
Le MAD Trust, du pseudonyme de Mandela, Madiba, a été créé en 1995 dans l'île de Man, une dépendance britannique de la mer d'Irlande. Le Trust existait dans un secret presque total jusqu'en 2015, plus d'un an après la mort de Mandela, lorsque les avocats représentant sa succession ont contacté Ismail Ayob pour tenter de prendre le contrôle de ses comptes bancaires secrets et ont intenté une poursuite en Afrique du Sud contre l'ancien avocat pour forcer le retour de l'argent au bénéfice des héritiers. Selon les avocats, Ayob a créé le MAD Trust sans le consentement de Mandela. Le Trust était doté, à un moment donné, de 2,1 millions de dollars qui appartenaient à Mandela.
Selon Ayob, « M. Mandela, en tant qu'avocat qualifié, connaissait parfaitement le fonctionnement des Trusts », l'argent provenait de donateurs étrangers et était constitué « invariablement de gros montants monétaires », au moyen de chèques libellés au nom de Mandela. Toujours selon Ayob, Mandela avait créé ce Trust pour « donner de l'argent à des personnes situées à l'étranger, qui avaient été bonnes ou qui en avaient besoin ». Une partie de l'argent du MAD Trust est notamment allée à Margot Honecker, la veuve d'Erich Honecker, le dernier président de l'Allemagne de l'Est.

## Famille

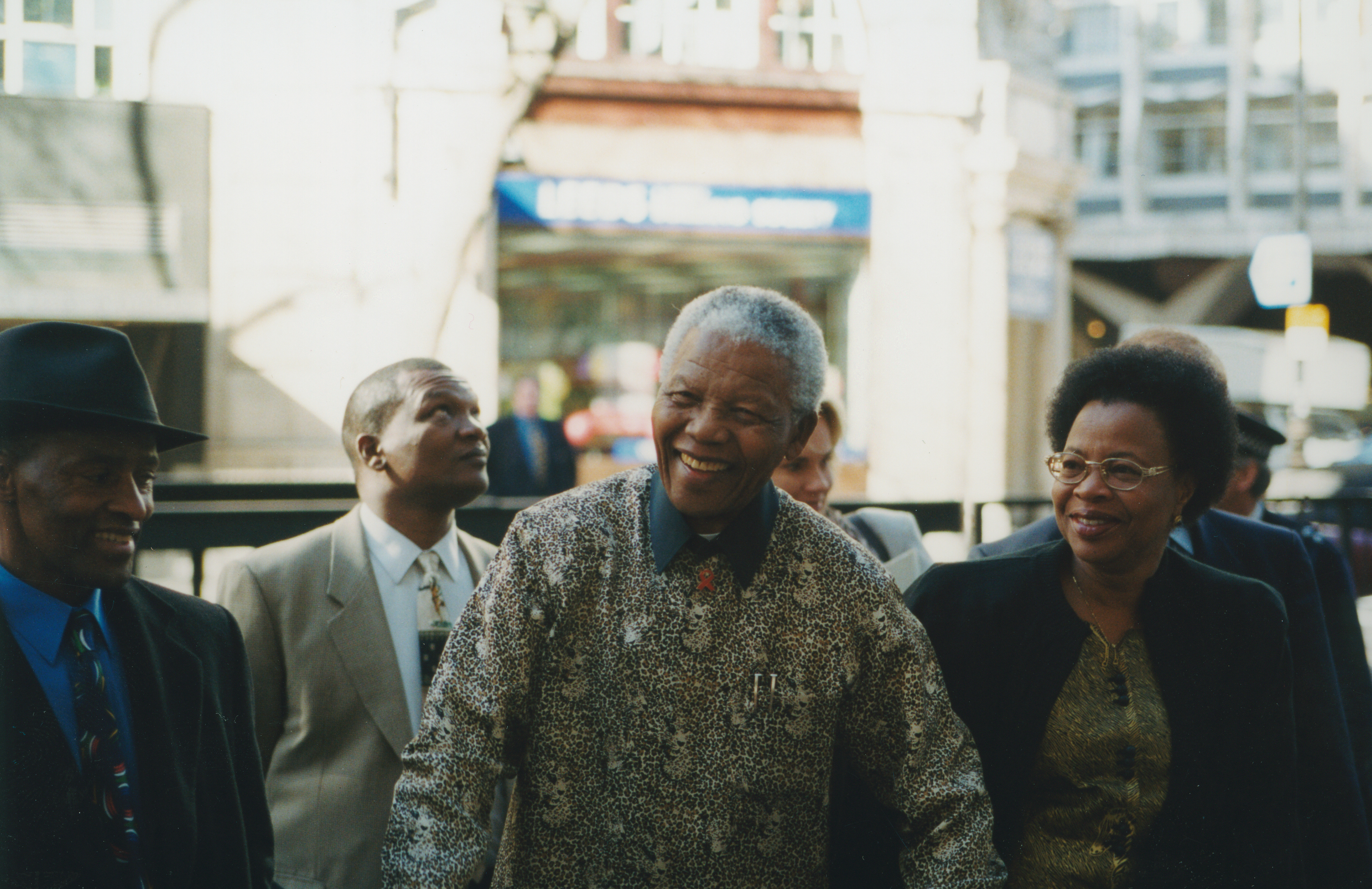
Nelson Mandela et Graça Machel, avril 2000.

Mandela a été marié trois fois, est père de six enfants, a vingt petits-enfants et un nombre croissant d'arrière-petits-enfants.

### Premier mariage
Mandela se marie, en 1944, avec Evelyn Ntoko Mase, qui est originaire de la même région que lui, mais qu'il rencontre à Johannesburg. Le couple divorce en 1957 après treize ans de mariage à cause des nombreuses absences de Mandela, sa dévotion à la cause révolutionnaire et le fait qu'elle fasse partie des témoins de Jéhovah, une religion qui prône la neutralité politique. Elle est également lassée des infidélités de son mari ; elle apprend qu'il demande le divorce en lisant le journal.
Le couple a deux fils, Madiba Thembekile (Thembi) (1946-1969) et Makgatho (1950-2005), et deux filles, toutes les deux nommées Makaziwe (Maki, nées en 1947 et 1953). Leur première fille meurt à l'âge de 9 mois, et ils baptisent leur deuxième fille du même nom en son honneur. Thembi est tué dans un accident de voiture en 1969 à l'âge de 23 ans et Mandela, alors prisonnier, n'est pas autorisé à assister aux funérailles. Evelyn Mase meurt en 2004 et Makgatho meurt du sida en 2005.

### Deuxième mariage
Winnie Madikizela-Mandela est aussi originaire du Transkei et ils se rencontrent aussi à Johannesburg, où elle est la première travailleuse sociale noire. Il l'épouse en juin 1958. Ils ont deux filles, Zenani (Zeni), née le 4 février 1958, et Zindziswa (Zindzi) Mandela-Hlongwane (1960-2020),. Zindzi a seulement 18 mois quand son père est emprisonné à Robben Island. Plus tard, Winnie est très affectée par la discorde familiale qui reflète les conflits politiques du pays, alors que Mandela est emprisonné, son père devient le ministre de l'Agriculture du Transkei. Le mariage se termine par une séparation en avril 1992 et un divorce en mars 1996, à cause de divergences politiques liées à la radicalisation de Winnie.
Bien que sa fille Zenani ait des souvenirs de son père, les autorités sud-africaines ne l'autorisent à rendre aucune visite de l'âge de 4 à 16 ans. Zindzi Mandela-Hlongwane devient célèbre mondialement quand, âgée de 24 ans, elle lit les discours de Nelson Mandela refusant sa liberté conditionnelle en 1985.

### Troisième mariage
Mandela se remarie le jour de ses 80 ans, en 1998, avec Graça Machel, née Simbine, veuve de Samora Machel, ancien président du Mozambique et allié de l'ANC qui a été tué dans un accident aérien douze ans auparavant. Le mariage suit des mois de négociations internationales pour établir le montant du prix exceptionnel qui doit être remis au clan de Machel. Les négociations sont conduites par le souverain traditionnel de Mandela, le roi Buyelekhaya Zwelibanzi Dalindyebo.

## Hommage et distinctions honorifiques

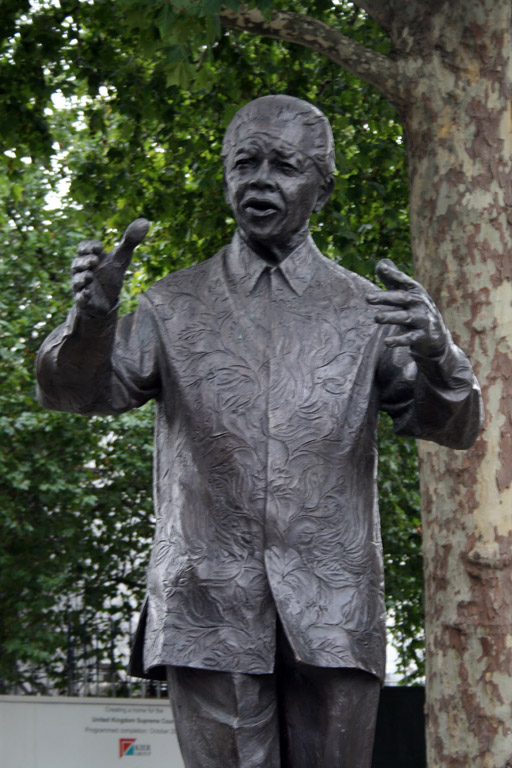
Statue de Mandela à Parliament Square, Londres.

### Distinctions
Outre le prix Nobel de la paix qui lui a été décerné conjointement avec Frederik de Klerk en 1993, Nelson Mandela a reçu plus de deux cent cinquante prix et récompenses nationales et internationales sur plus de quarante ans.
- En 1980, il reçoit le prix Nehru pour la Paix et, neuf ans plus tard, il est le premier à recevoir le prix Kadhafi des droits de l'homme.

- En 1990, il est le deuxième étranger à recevoir le Bharat Ratna, la plus haute distinction indienne[315].
- En 1991, c'est pour la fin du régime de l'apartheid qu'il reçoit, avec le président Frederik de Klerk, le prix Félix-Houphouët-Boigny pour la recherche de la paix.
- En 1992, il refuse le prix Atatürk de la paix décerné par la Turquie à cause des violations des droits de l'homme qui ont été commises à cette époque, puis accepte finalement le prix en 1999[316].
- En 1995, il est fait docteur honoris causa de l'université Waseda[317].
- En 1996, il est distingué au Portugal du grand collier de l'ordre de l'Infant Dom Henri.
- Le 15 juillet 1996, il reçoit les insignes et le titre de docteur honoris causa de l’université Panthéon-Sorbonne.
- En 2001, il est la première personne vivante à être fait citoyen honoraire du Canada[318].
- En 2002, il reçoit la médaille présidentielle de la Liberté de George W. Bush[319] et est fait, la même année, membre de l'ordre du Mérite par la reine Élisabeth II du Royaume-Uni[320].
- En 2004, il reçoit le prix Conscience planétaire décerné par le Club de Budapest[321].
- En 2005, il reçoit le titre de docteur honoris causa de l'Université Paris-VIII-Vincennes-Saint-Denis[322].
- En 2006, il reçoit le prix Ambassadeur de la conscience d'Amnesty International[266].

À un moment, Nelson Mandela reçoit tellement de récompenses et d'hommages qu'il décide de ne plus en accepter, considérant que d'autres doivent être maintenant honorés.
Le 10 novembre 2009, l'Assemblée générale des Nations unies déclare le 18 juillet « journée internationale Nelson Mandela ».
- En 2015, lors de la Coupe du monde de rugby à XV en Angleterre, Bernard Lapasset, président de World Rugby — depuis 2014 nouvelle dénomination de l'IRB (International Rugby Board) — officialise l'inscription de Nelson Mandela à l'IRB Hall of Fame (Temple de la renommée IRB), pour sa contribution active à la réussite de la Coupe du monde 1995 en Afrique du Sud[324],[325].
- En France, en 2015, 22 établissements scolaires portent son nom, comme le lycée Nelson-Mandela à Nantes[326].
- En France, plus de 380 rues, boulevards, places, etc. portent le nom de Nelson Mandela[327].

- Une espèce d'Insecte Coléoptère de la famille des Histeridae: Acritus mandelai, décrite de la république d'Afrique du Sud (Natal), lui a été dédiée en 2001 par l'entomologiste français Yves Gomy[328].

À Leeds (Angleterre), il existe des jardins Nelson Mandela depuis 1983 et à Paris un jardin Nelson-Mandela depuis 2013.

### Décorations
- Étoile de l'amitié des peuples ( Allemagne).
- Membre de l'ordre d'Agostinho Neto ( Angola, 1990).
- Compagnon d'honneur de l'ordre d'Australie ( Australie, 1999).
- Première classe de l'ordre de Stara Planina ( Bulgarie, 2008).
- Grand-cordon de l'ordre national de la République ( Burundi).
- Compagnon de l'ordre du Canada ( Canada, 1998)[329].
- Médaille du jubilé de diamant d'Élisabeth II ( Canada, 2012).
- Médaille de l'ordre de José Martí ( Cuba, 1991).
- Médaille de l'ordre de la Plage Girón ( Cuba, 1984).
- Chevalier de l'ordre de l'Éléphant ( Danemark, 1996)[330].
- Collier de l'ordre du Nil ( Égypte, 1997).
- Collier de l'ordre d'Isabelle la Catholique ( Espagne).
- Médaille présidentielle de la Liberté ( États-Unis, 2002).
- Grand-croix de l'ordre de l'Étoile d'Éthiopie ( Éthiopie, 1990).
- Grand-croix de l'ordre de la Rose blanche ( Finlande).
- Grand-croix de la Légion d'honneur ( France, 1994)[331].
- Grand-cordon de l'ordre de la République ( Iran, 2001).
- Première classe de l'ordre de Jamaïque ( Jamaïque).
- Grand-cordon de l'ordre de Moshoeshoe ( Lesotho, 1995).
- Grand-croix de l'ordre national du Mali ( Mali, 1996).
- Collier de l'ordre de l'Aigle aztèque ( Mexique, 2010).
- Grand commandeur de l'ordre de la République fédérale ( Nigéria, 1990).
- Grand-croix avec collier de l'ordre de Saint-Olaf ( Norvège, 1998).
- Membre de l'ordre de Nishan-e-Pakistan (en) ( Pakistan, 1992).
- Grand-croix de l'ordre d'Adolphe de Nassau ( Pays-Bas, 1999).
- Chevalier de l'ordre du Sourire ( Pologne).
- Grand-collier de l'ordre de l'Infant Dom Henrique ( Portugal, 1996).
- Baillis grand-croix du Très vénérable ordre de Saint-Jean ( Royaume-Uni, 2004).
- Membre d'honneur de l'ordre du Mérite du Commonwealth ( Royaume-Uni, 1995).
- Chevalier de l'ordre des Séraphins ( Suède, 1996).
- Médaille de l'ordre de l'Amitié ( Russie, 1995).
- Deuxième classe de l'ordre d'Uhuru Torch ( Tanzanie, 1990).
- Grand-cordon de l'ordre de la République ( Tunisie, 1994).
- Première classe de l'ordre du Prince Iaroslav le Sage ( Ukraine, 1999).

### Sites de mémoire au patrimoine mondial
Un ensemble de sites de mémoire de Nelson Mandela en Afrique du Sud est inscrit au patrimoine mondial de l'humanité par l'UNESCO en juillet 2024.

## Œuvres
: document utilisé comme source pour la rédaction de cet article.
- (en) Nelson Mandela, The Illustrated Long Walk to Freedom (Un long chemin vers la liberté), Little, Brown and Company, 1996  (ISBN 0-316-88020-5).

Central News Agency Literary Award 1993 (plus important prix littéraire sud-africain)
- (en) Nelson Mandela, No Easy Walk to Freedom, Penguin Classics, 1965 et 1986, réédition 2004  (ISBN 0141439300) : recueil de lettres lorsqu'il était dans la clandestinité, discours, articles et retranscription des procès.
- (fr) Jacques Derrida (préface de Nelson Mandela), Pour le peuple africain, portfolio d'estampes de Henri Cueco, Daniel Clarke, Hervé Di Rosa, André Fougeron, Gérard Gosselin, Jean Messagier, Ernest Pignon-Ernest, Bernard Rancillac, Antonio Saura, Antonio Segui et Vladimir Veličković, 225 exemplaires numérotés, éditions de l'Association nationale contre l'apartheid, Paris, 1994.
- (en) Nelson Mandela, South and Southern Africa into the Next Century, Institute of Southeast Asian Studies, 1997  (ISBN 9813055901).
- (en) Nelson Mandela avec Jennifer Crwys-Williams, In the Words of Nelson Mandela, The Penguin Group, 1999  (ISBN 0140270493).
- (en) Nelson Mandela, Favorite African Folktales, W. W. Norton & Company, 2004  (ISBN 0393326241) : recueil de contes africains sélectionnés par Mandela.
- (en) Nelson Mandela, Conversations with Myself (Conversations avec moi-même), Macmillan, paru le 15 octobre 2010  (ISBN 0230749011).

## Influence dans la culture populaire

### Musique
- Free Nelson Mandela par le groupe The Specials en 1984.
- Stevie Wonder lui dédie en 1985 la chanson I Just Called to Say I Love You qui avait reçu l'Oscar de la meilleure chanson originale. Le titre est interdit à la radio en Afrique du Sud[333].
- En 1986, Youssou N'Dour sort son album Nelson Mandela.
- En 1986, paraît l'album Tutu de Miles Davis, qui comporte deux morceaux (composés par Marcus Miller) faisant directement référence à la lutte contre l'apartheid : Full Nelson en hommage à Mandela, ainsi que le morceau éponyme Tutu, dédié à Desmond Tutu.
- Bernard Lavilliers fait référence à Nelson Mandela dans le morceau Noir et Blanc de l'album Voleur de feu (1986).
- Johnny Clegg lui dédie sa chanson Asimbonanga (Mandela) (traduction : Nous ne l'avons pas vu) dans son album Third World Child en 1987.
- Hugh Masekela, en exil au Royaume-Uni, chante Bring Him Back Home (Nelson Mandela) en 1987.
- En 1988, le concert hommage des 70 ans de Nelson Mandela avec Dire Straits aux côtés d'Eric Clapton au Stade de Wembley est une date majeure de la lutte antiapartheid, où de nombreux musiciens soutiennent Mandela[334] : Jerry Dammers des Specials est l'un des organisateurs[334], les Simple Minds enregistrent la chanson Mandela Day pour le concert[334] qui sortira dans leur album Street Fighting Years en 1989, Carlos Santana créé le morceau instrumental Mandela[334], Tracy Chapman joue Freedom Now dédié à Mandela et qui sort dans son album Crossroads en 1989[334] et Whitney Houston joue et lui dédie la chanson gospel He I Believe.
- Steel Pulse lui rend hommage dans l'album Victims.
- Brenda Fassie avec le titre Black President (1989) qui obtient un immense succès en Afrique du Sud malgré son interdiction[335].
- Michel Fugain évoque la captivité de Nelson Mandela dans sa chanson La liberté demandez-la en 1989.
- Jean Ferrat y fait référence dans la chanson Mon amour sauvage en 1991.
- En 1991, Juan Luis Guerra dans sa chanson Carta de amor (Libérez Mandela).
- Dieudonne Larose & le Groupe Missile 727 dans l'album Rassemble (1992) dont une chanson dédiée à Mandela qui porte son nom.
- Salif Keïta qui avait joué au concert de Wembley enregistre la chanson Mandela dans son album Folon en 1995[334].
- Le groupe de maloya Kiltir lui rend hommage avec le titre Mandela de l'album Cri maronner sorti en 2001.
- Danyèl Waro enregistre la chanson Mandela pour son album Bwarouz (2002) et réédite même ce titre avec la participatiopn du rappeur Sud-Africain Tumi dans son album Aou Amwin (2010).
- De 2003 à 2008, de nombreuses personnalités de la musique ont soutenu la série de concerts 46664 (numéro de matricule de prisonnier de Mandela) afin de sensibiliser la communauté internationale aux problèmes africains et financer la fondation Mandela.
- Le groupe Queen + Paul Rodgers a composé Say it's not true, en 2007, au profit de la fondation 46664 contre le SIDA.
- Céline Dion dédie une série de concerts en Afrique du Sud, en février 2008, lors de sa tournée mondiale Taking chances, dont les fonds sont directement reversés à l'organisme de Nelson Mandela.
- Booba le cite dans sa chanson 0.9, en 2008 : « Nelson mon codétenu m'a aidé à tenir bon mais je n'ai ni son calme ni sa sagesse. »
- La Fouine le cite dans sa chanson Afrika, en 2009.
- Soprano le cite en 2010 dans sa chanson Hiro.
- Il est cité dans la chanson Soulman de Ben l'Oncle Soul.
- Sam Fan Thomas, Mandela.
- En 2013, le groupe de rock U2 écrit en son honneur Ordinary Love. Cette chanson fait partie de la bande originale du film Mandela : Un long chemin vers la liberté.

### Cinéma
- Mandela (1987)en, téléfilm de Philip Saville avec Danny Glover dans le rôle de Nelson Mandela. Le téléfilm a été réalisé alors que Mandela n'a pas encore été libéré.
- Récemment libéré, Nelson Mandela lui-même joue le rôle d'un professeur de Soweto à la fin du film Malcolm X de Spike Lee sorti en 1992 et qui est une libre adaptation de la biographie de Malcolm X[336]. Il récite une partie d'un des discours les plus connus de Malcolm X, dont la citation : « Nous déclarons notre droit sur cette Terre à être des êtres humains, d'être respectés comme êtres humains, de nous voir accordés les droits des êtres humains dans cette société, sur cette Terre, en ce jour, ce que nous avons l'intention d'amener à exister […] ». Les célèbres mots de la fin de cette phrase sont « par tous les moyens nécessaires »[337]. Mandela informe Spike Lee qu'il ne peut pas prononcer cette phrase devant la caméra, craignant que le gouvernement de l'apartheid ne l'utilise contre lui s'il le faisait. Lee est d'accord avec lui et les dernières secondes du film montrent un montage en noir et blanc de Malcolm X lui-même prononçant la phrase[337].
- Le film Mandela and de Klerk (1997)en raconte la libération de Mandela dont le rôle est interprété par Sidney Poitier[338].
- Goodbye Bafana (2007), sur son emprisonnement à Robben Island, avec Dennis Haysbert dans le rôle de Mandela, et qui raconte sa relation avec son gardien James Gregory[339].
- Morgan Freeman incarne Mandela dans le film Invictus de Clint Eastwood (2010). Le film est centré sur la Coupe du monde de rugby de 1995 qui s'est déroulée en Afrique du Sud et sur la façon dont Mandela s'en est servi pour désamorcer les tensions raciales.
- Idris Elba endosse le rôle de l'ancien président sud-africain dans Mandela : Un long chemin vers la liberté (Mandela : Long Walk to Freedom) de Justin Chadwick, dont l'histoire se concentre sur sa jeunesse, sa vie militante, ses années en prison et sa carrière de politique.

### Série télévisée
Laurence Fishburne incarne Mandela dans la mini-série américaine en trois épisodes, Il s'appelait Mandela, diffusée en 2017,,. Elle retrace à partir des années 60 le parcours personnel et le combat politique de Nelson Mandela « Madiba », « père de la nation arc-en-ciel ».

### Sciences
L'espèce de Cerambycidae, Capederces madibai Maquart & Van Noort, 2017, est nommée en hommage à Nelson Mandela.